# Sângeorgiu de Pădure
Sângeorgiu de Pădure (în maghiară Erdőszentgyörgy, în germană Sankt Georgen auf der Heide) este un oraș în județul Mureș, Transilvania, România, format din localitățile componente Bezid, Bezidu Nou, Loțu și Sângeorgiu de Pădure (reședința).

## Localizare

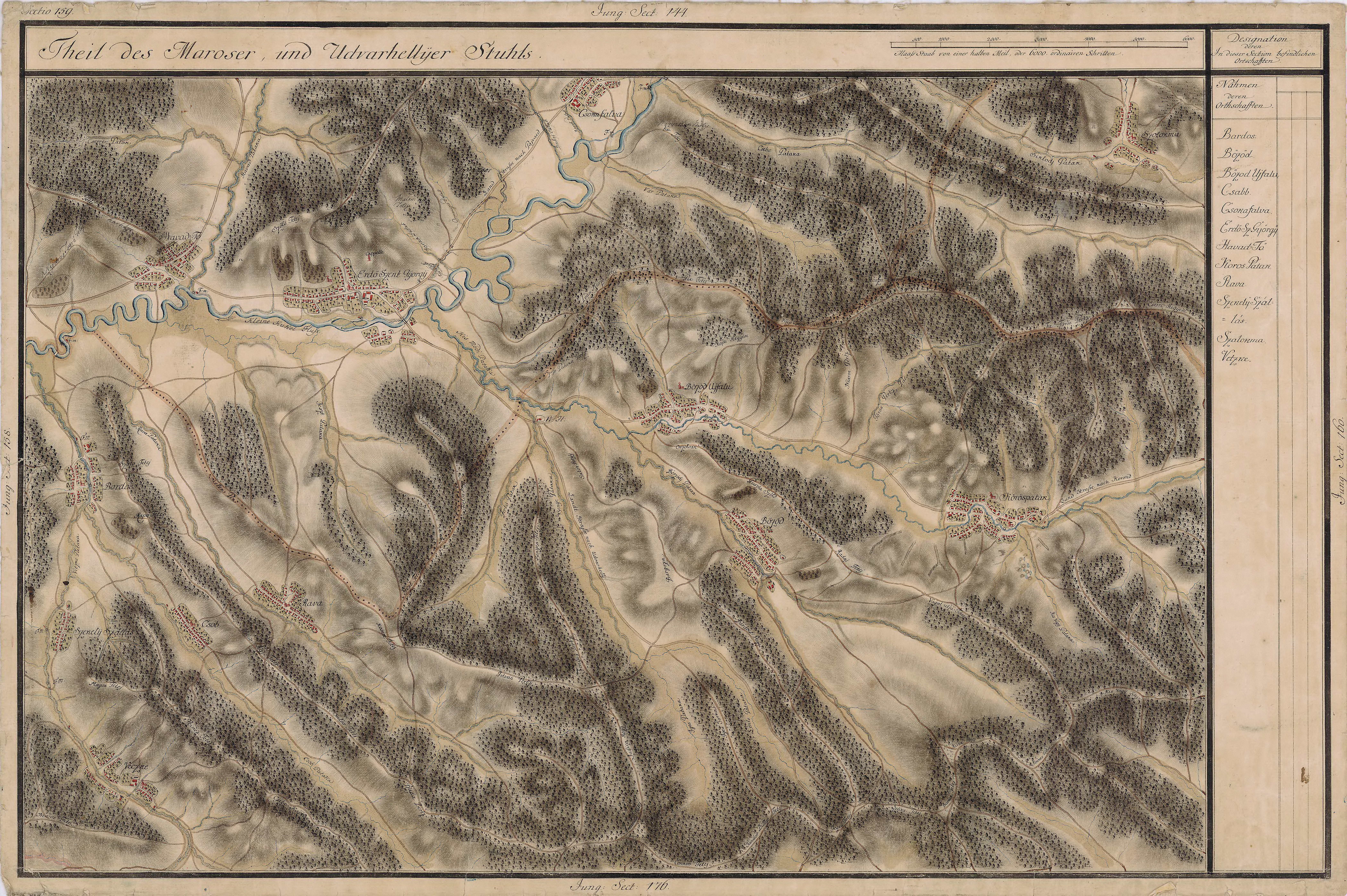
Sângeorgiu de Pădure pe Harta Iosefină a Transilvaniei, 1769-73

Orașul Sângeorgiu de Pădure este situat în partea sud-estică a județului pe râul Târnava Mică, pe DN13A Bălăușeri–Sovata.

## Geologie
În subsolul localității se găsește un masiv de sare.

## Istoric
În zona actualului oraș a fost o așezare rurală romană.
Localitatea a fost atestat documentar în anul 1333 cu numele Sancto-Georgia.
Pe Harta Iosefină a Transilvaniei din 1769-1773 (Sectio 159), localitatea a apărut sub numele de „Erdö Szent Gyorgy”.
În 1850, la Sângeorgiu de Pădure trăiau 1.449 de persoane, dintre care 587 erau etnici români, 555 maghiari, 175 romi și 127 evrei.

## Demografie
Componența etnică a orașului Sângeorgiu de Pădure
     Maghiari (74,38%)
     Români (14,99%)
     Romi (2,81%)
     Alte etnii (0%)
     Necunoscută (7,82%)
Componența confesională a orașului Sângeorgiu de Pădure
     Reformați (53,44%)
     Ortodocși (15,67%)
     Unitarieni (7,84%)
     Romano-catolici (6,97%)
     Penticostali (2,5%)
     Baptiști (2,09%)
     Martori ai lui Iehova (1,72%)
     Alte religii (1,6%)
     Necunoscută (8,16%)
Conform recensământului efectuat în 2021, populația orașului Sângeorgiu de Pădure se ridică la 4.875 de locuitori, în scădere față de recensământul anterior din 2011, când fuseseră înregistrați 5.166 de locuitori. Majoritatea locuitorilor sunt maghiari (74,38%), cu minorități de români (14,99%) și romi (2,81%), iar pentru 7,82% nu se cunoaște apartenența etnică. Din punct de vedere confesional, majoritatea locuitorilor sunt reformați (53,44%), cu minorități de ortodocși (15,67%), unitarieni (7,84%), romano-catolici (6,97%), penticostali (2,5%), baptiști (2,09%) și martori ai lui Iehova (1,72%), iar pentru 8,16% nu se cunoaște apartenența confesională.

## Politică și administrație
Orașul Sângeorgiu de Pădure este administrat de un primar și un consiliu local compus din 15 consilieri. Primarul, Levente-Loránd Szász[*], de la Uniunea Democrată Maghiară din România, este în funcție din 1 noiembrie 2024. Începând cu alegerile locale din 2024, consiliul local are următoarea componență pe partide politice:
|  | Partid                                 | Consilieri | Componența Consiliului | Componența Consiliului | Componența Consiliului | Componența Consiliului | Componența Consiliului | Componența Consiliului | Componența Consiliului | Componența Consiliului | Componența Consiliului | Componența Consiliului | Componența Consiliului | Componența Consiliului | Componența Consiliului |
|  | -------------------------------------- | ---------- | ---------------------- | ---------------------- | ---------------------- | ---------------------- | ---------------------- | ---------------------- | ---------------------- | ---------------------- | ---------------------- | ---------------------- | ---------------------- | ---------------------- | ---------------------- |
|  | Uniunea Democrată Maghiară din România | 13         |                        |                        |                        |                        |                        |                        |                        |                        |                        |                        |                        |                        |                        |
|  | Partidul Social Democrat               | 2          |                        |                        |                        |                        |                        |                        |                        |                        |                        |                        |                        |                        |                        |

## Obiective turistice

### Biserica reformată
Trupul neînsuflețit al contesei Claudine Rhédey se odihnește într-un sicriu de plumb, în cripta aflată sub Biserica Reformată din Sângeorgiu de Pădure. Deoarece cripta fusese zidită, cel mai probabil din cauza unei epidemii de ciumă ce se abătuse asupra Transilvaniei, nimeni n-a mai știut de existența ei. Abia în 1935, aceasta a fost descoperită, iar trupul Claudinei a fost recunoscut prin gemulețul aflat pe capacul sicriului, datorită medalionului ce-l purta la gât.

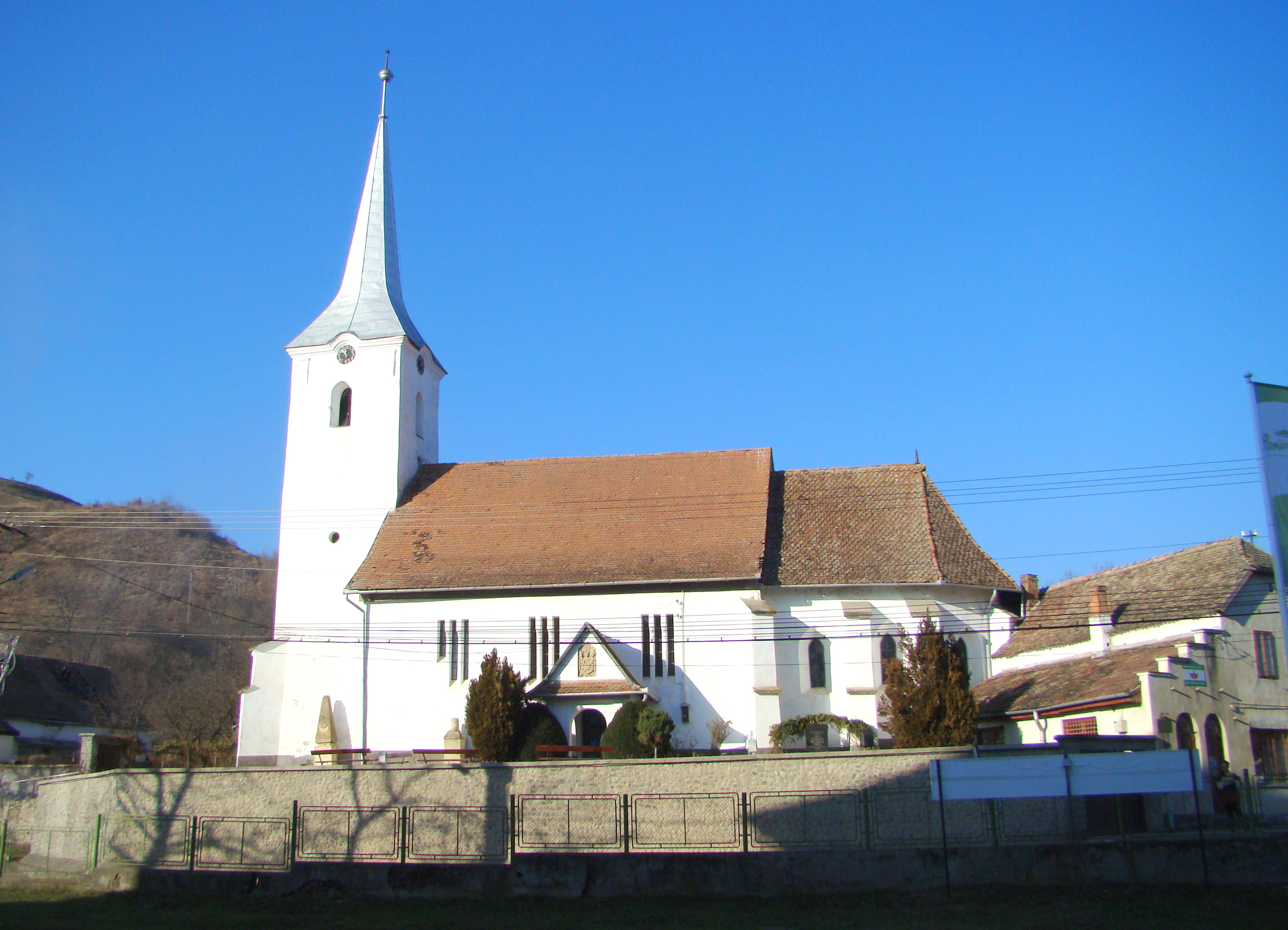
Exteriorul bisericii cu prezbiteriu gotic
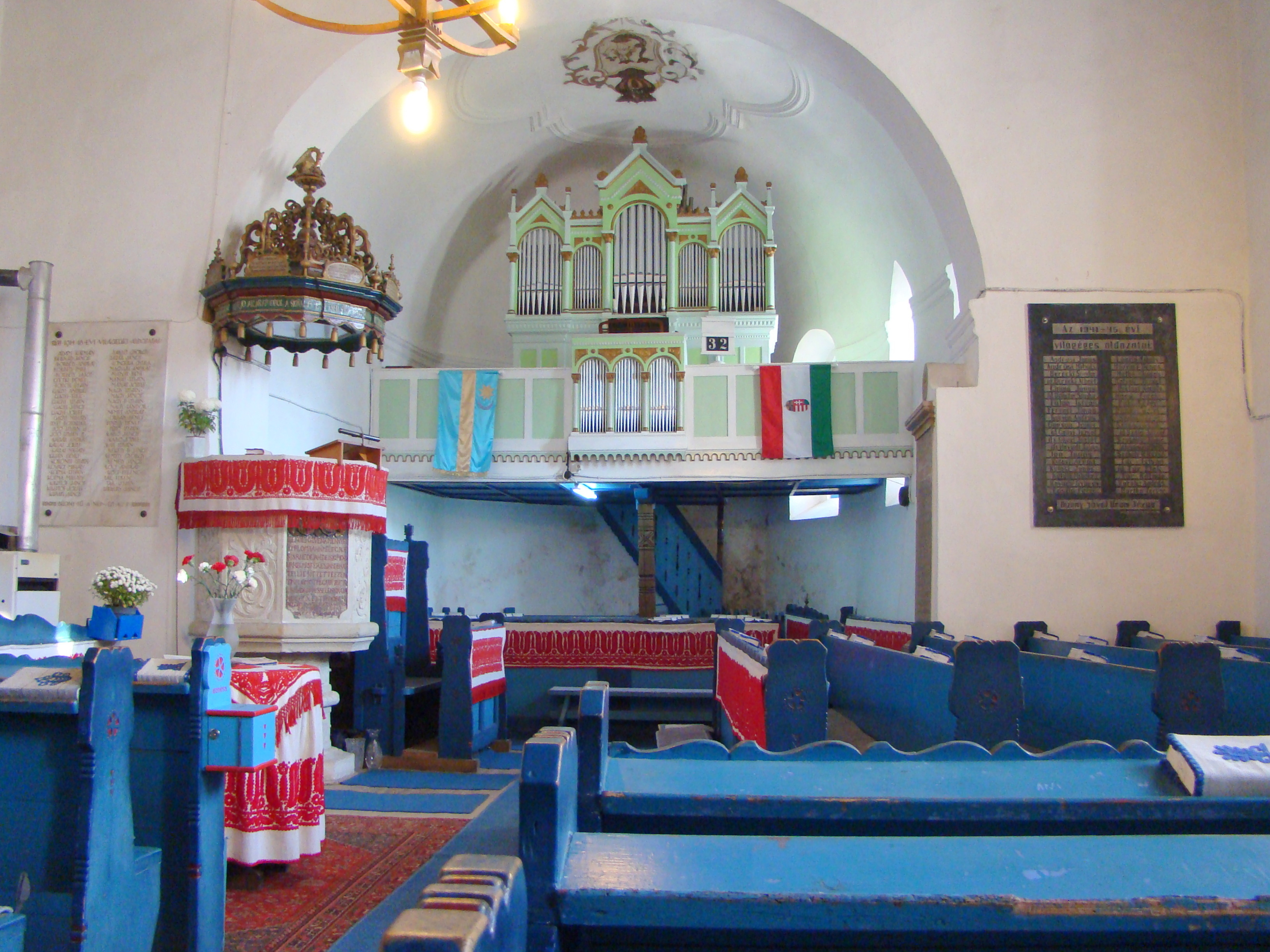
Interiorul bisericii reformate
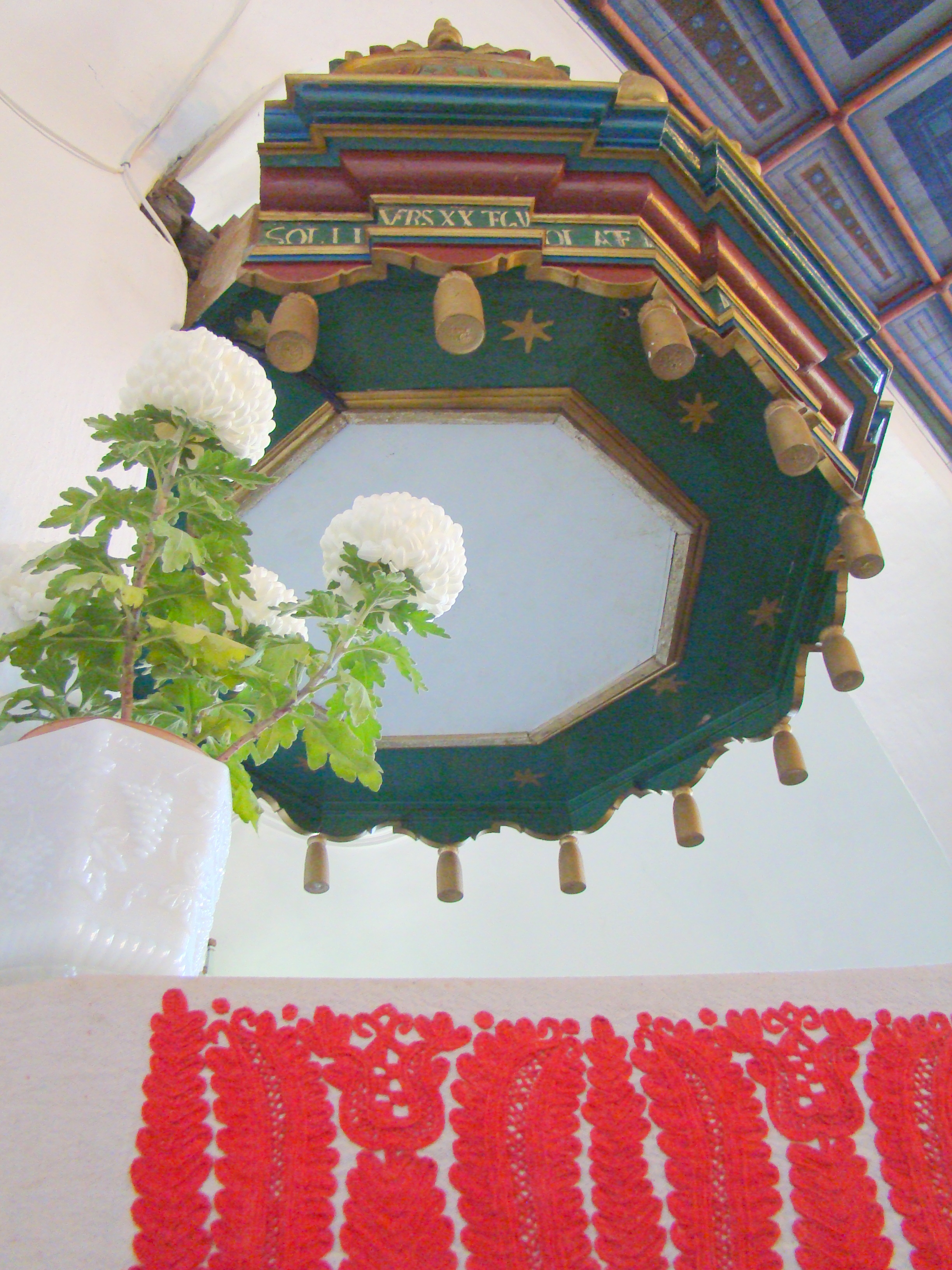

### Castelul Rhédey
Castelul a fost construit în secolul XVIII și a fost renovat în 1759 și 1809, când a căpătat actuala înfățișare neobarocă. Pe același loc se mai afla odată un alt castel, care era legat de biserica de peste drum printr-un balcon. Edificiul cel nou era mai mare cu un etaj decât cel vechi, avea saloane mari, boltițe și foarte multe picturi murale, care din fericire s-au păstrat destul de bine.

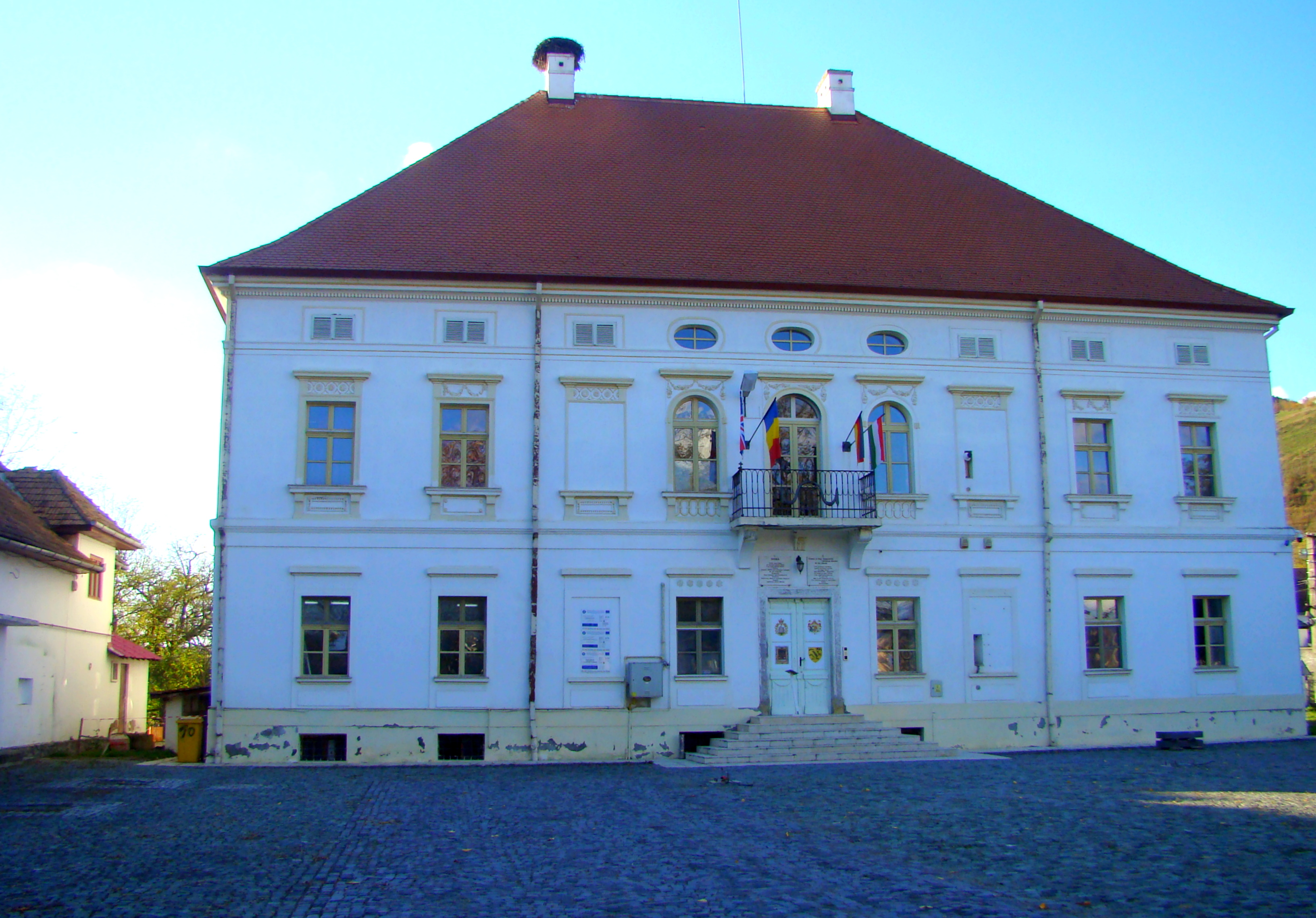
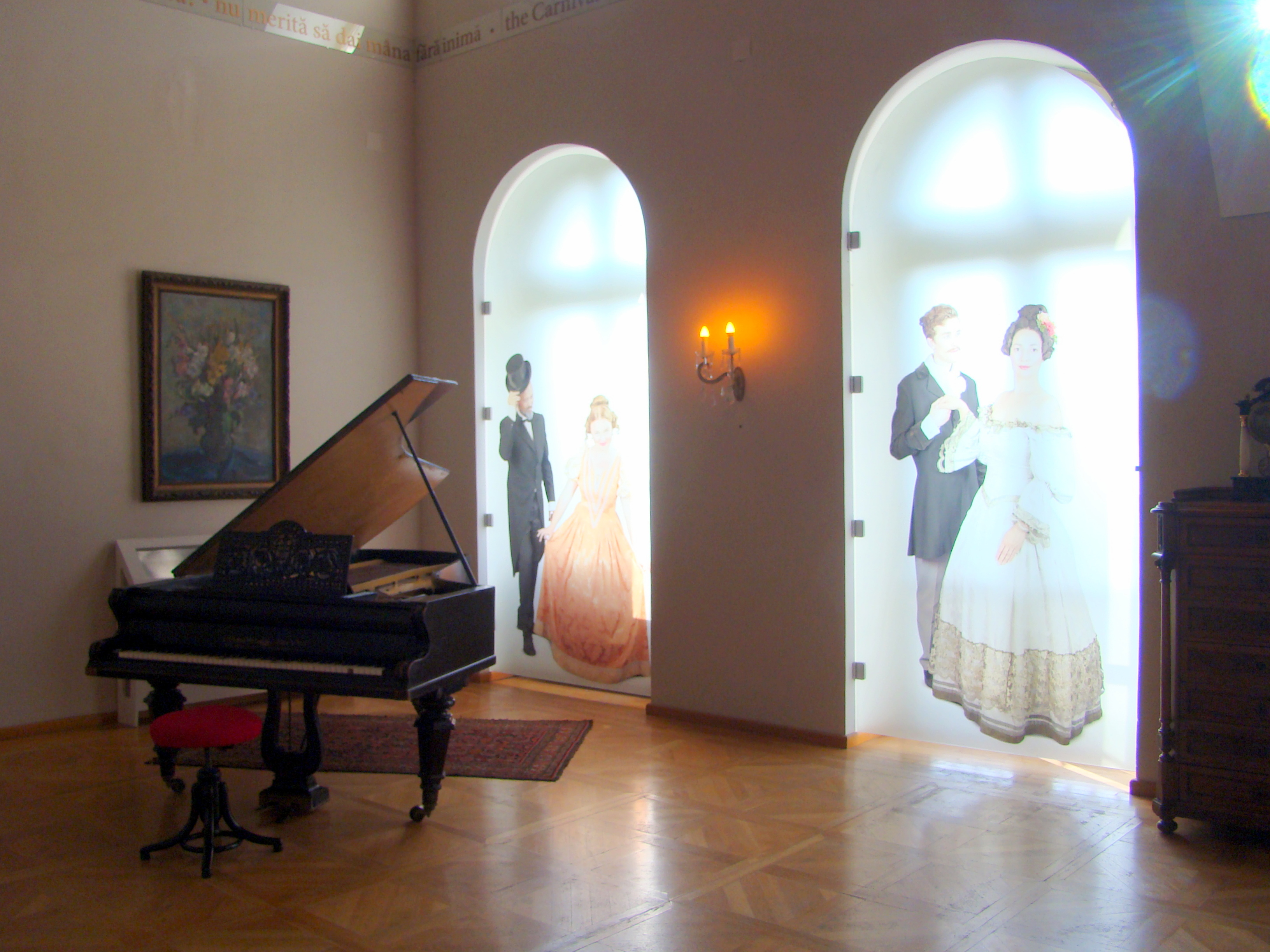
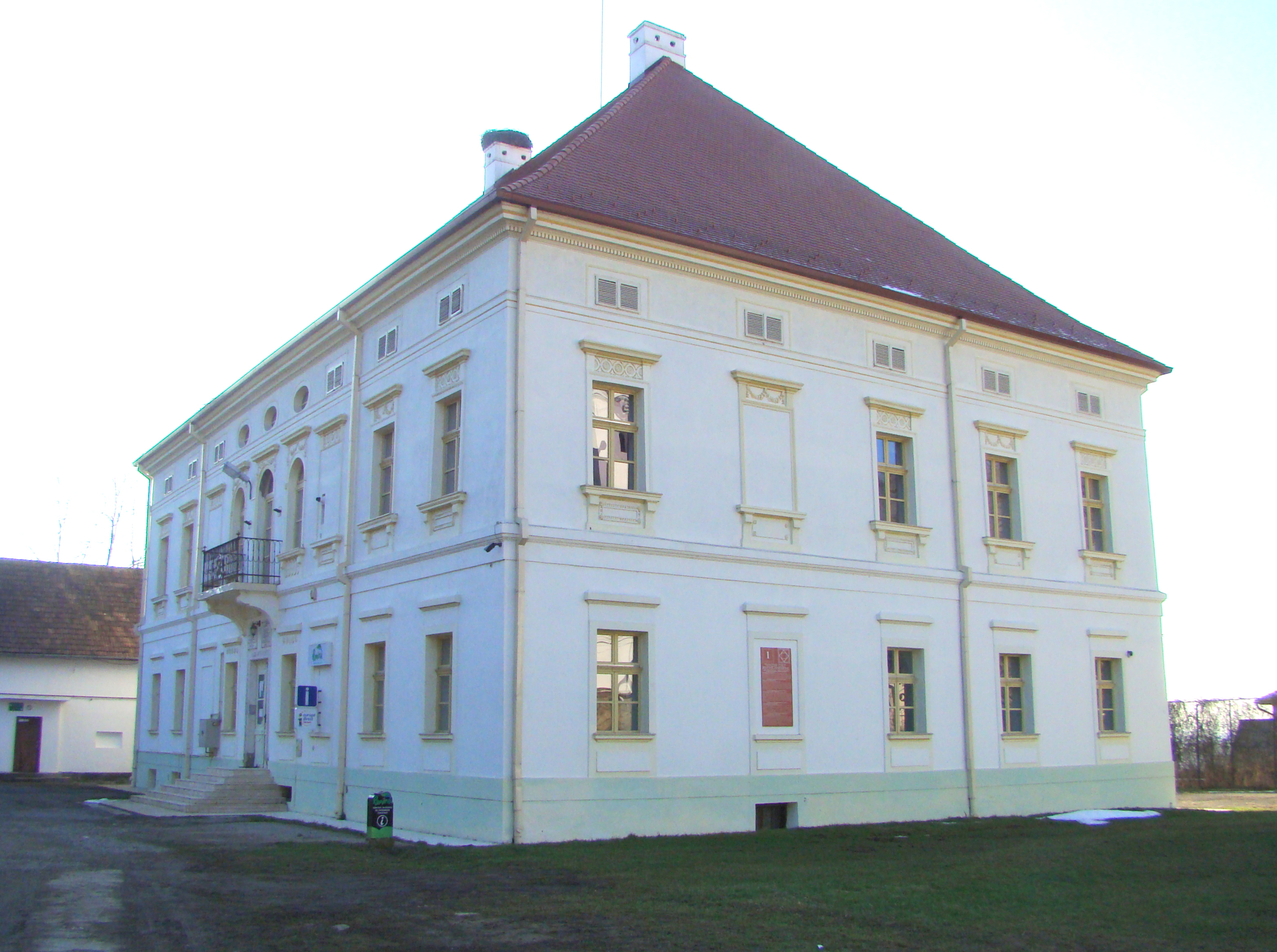
Castelul Rhédey

### Lacul Bezid
Lacul de acumulare Bezid a luat ființă prin construirea unui baraj în valea pârâului Cușmed, la 1,5 km amonte de confluența acestuia cu râul Târnava Mică. Lucrările pentru construirea barajului au început în 1975 și au fost terminate în 1990, când toate casele din Bezidu Nou, inclusiv bisericile, au fost scufundate. Localitatea inundată cuprindea 180 de case unde trăia o comunitate unică din punct de vedere istoric și religios. Aici au conviețuit, în mod exemplar, romano-catolici, unitarieni, reformați, greco-catolici, ortodocși și secui sabatarieni, în bună pace, solidaritate, ajutându-se reciproc. Evacuarea populației a început în 1985 și a fost nevoie de 9 ani pentru ca din localitatea Bezidu Nou să devină Lacul Bezid. O parte din localnici, în special cei în vârstă, au fost strămutați în Sângeorgiu de Pădure, dar au ajuns foști localnici în 30 diferite localități, oameni care au rămas fără tot ceea înseamnă satul natal.
În amintirea satului a fost ridicat în 1995 Zidul Plângerii și Parcul Memorial Bezidu Nou. De atunci, aici se adună, în fiecare an, în prima sâmbătă din august, foștii localnici. Lângă zidul plângerii au fost amplasate poze de odinioară, apoi o clopotniță cu clopot. Tot aici, s-a făcut satul din sculpturi funerare, unde fiecare sculptură funerară simbolizează o casă, păstrând amenajarea satului de odinioară. În castelul Rhédey există o sală memorială, unde se poate vedea macheta localității de odinioară.

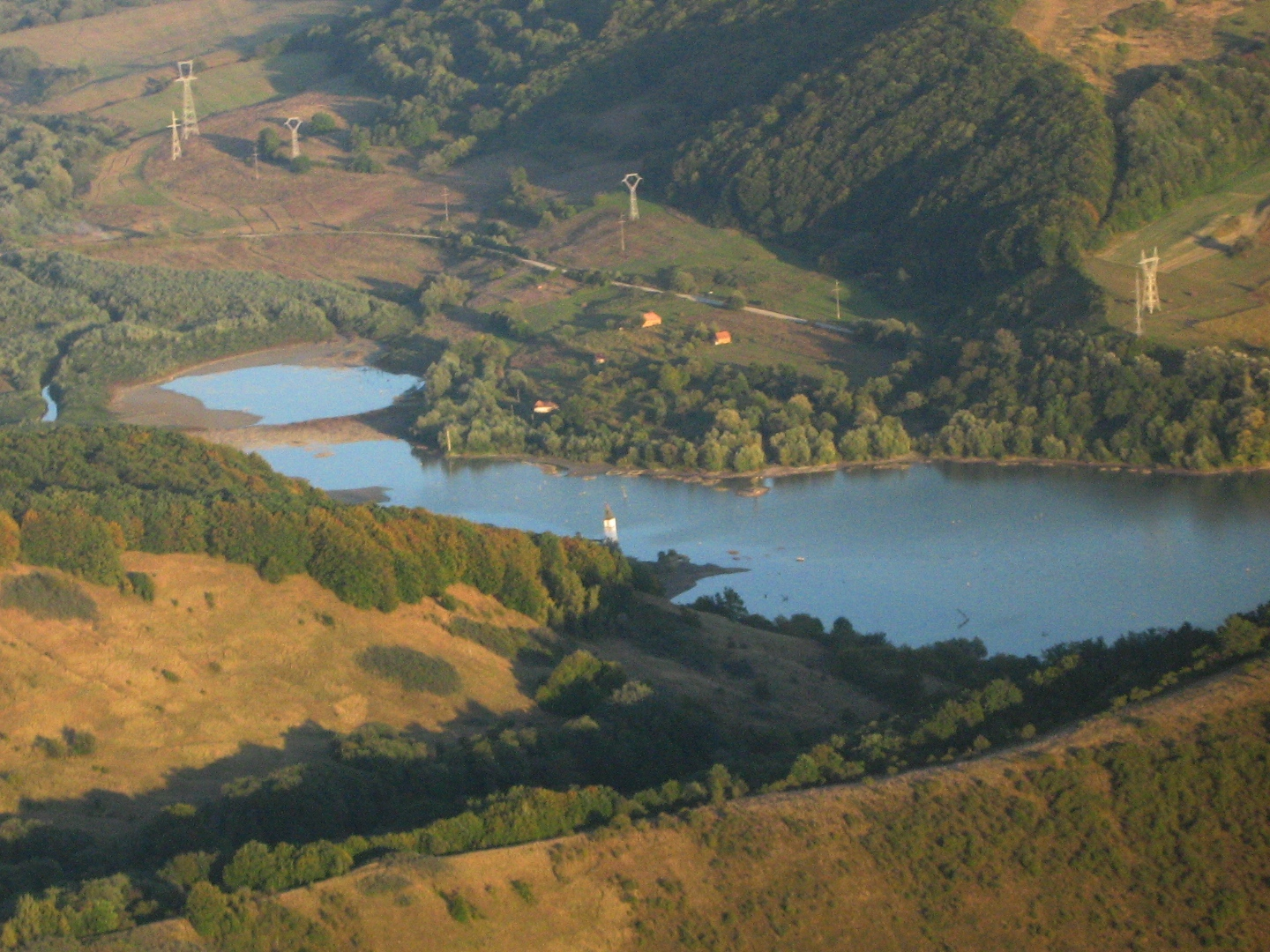
Lacul Bezid
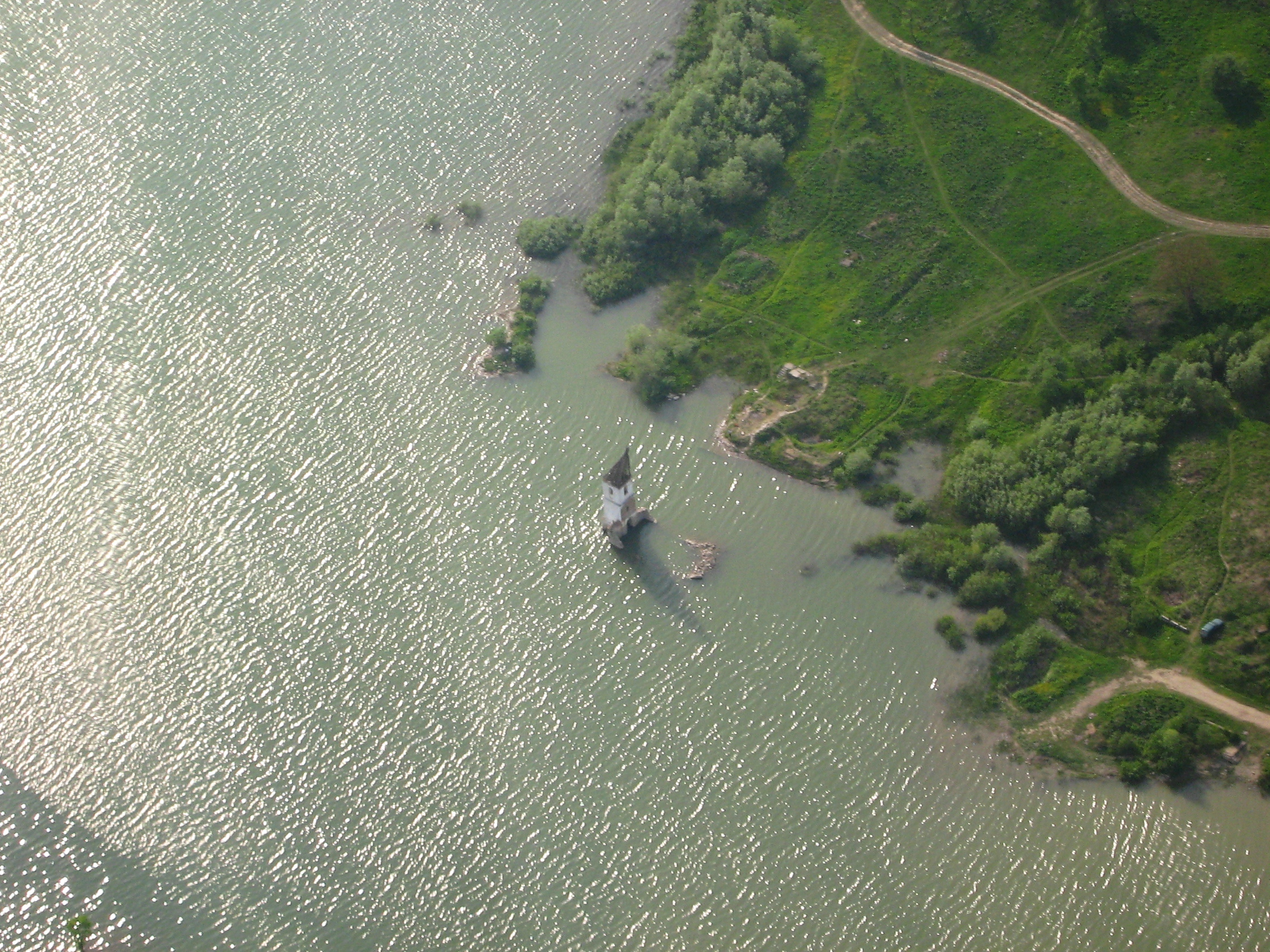
Lacul Bezid
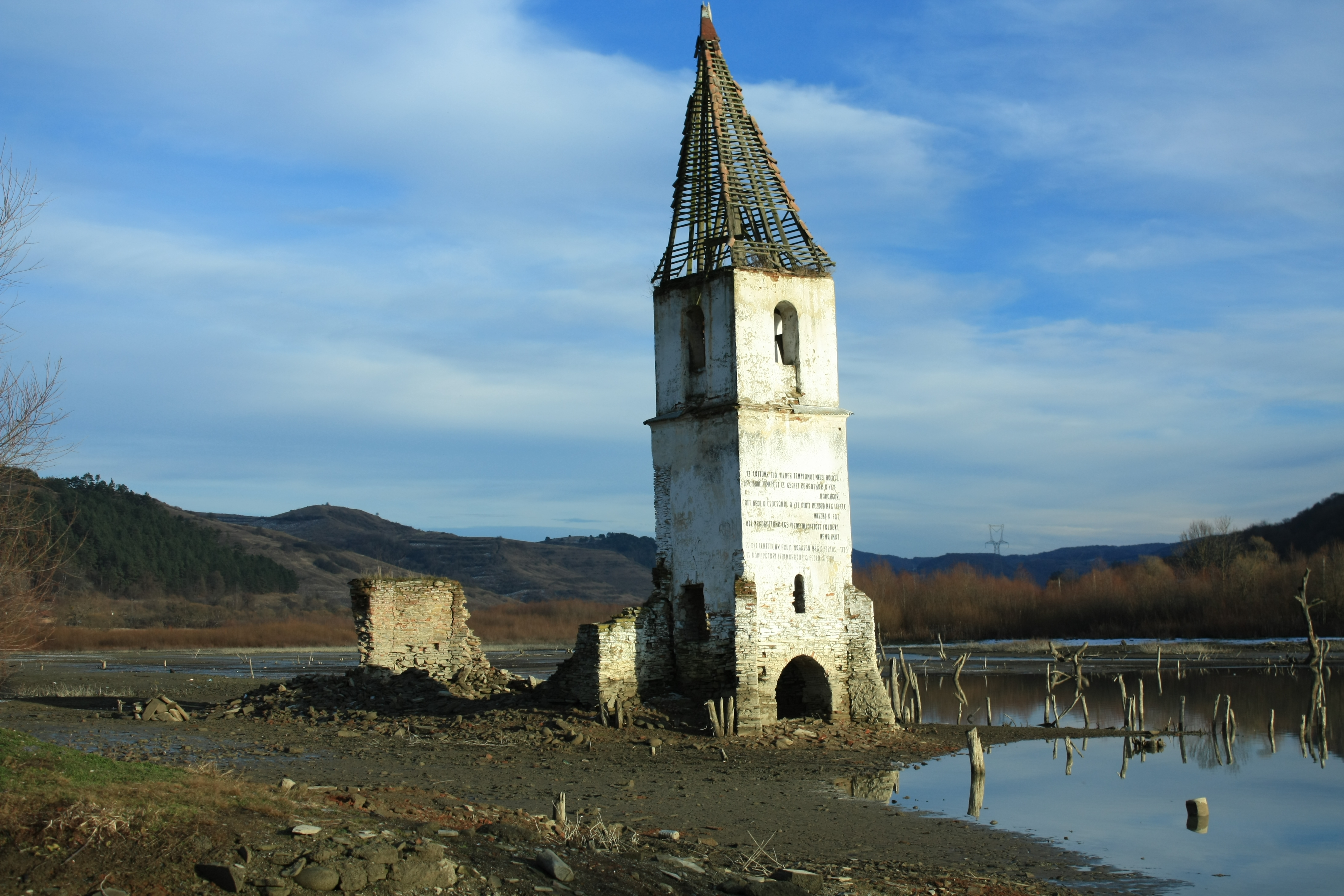
Biserica romano-catolică inundată în Lacul Bezid (2008)

### Altele
- Casa memorială „Bözödi György” din Bezid[12]
- Tunelul pe sub oraș care duce de sub biserică în vârful dealului din fața acesteia.[necesită citare]

## Localități înfrățite
Orașul Sângeorgiu de Pădure este înfrățit cu următoarele localități:
- Baja, Ungaria
- Celldömölk, Ungaria
- Plan-Les-Ouates, Elveția
- Varades, Franța

## Personalități
- Claudine Rhédey (1812 - 1841), prințesă, stră-străbunica reginei Elisabeta a II-a a Marii Britanii.
- Péter Bodor⁠(hu)[traduceți] (1788 - 1849), inginer, creatorul Fântânii Cântătoare din Târgu Mureș și orgilor din zonă
- Ecaterina Oancia (Iane după căsătorie) (1954 - 2024) canotoare română, laureată cu aur la Los Angeles 1984

## Imagini

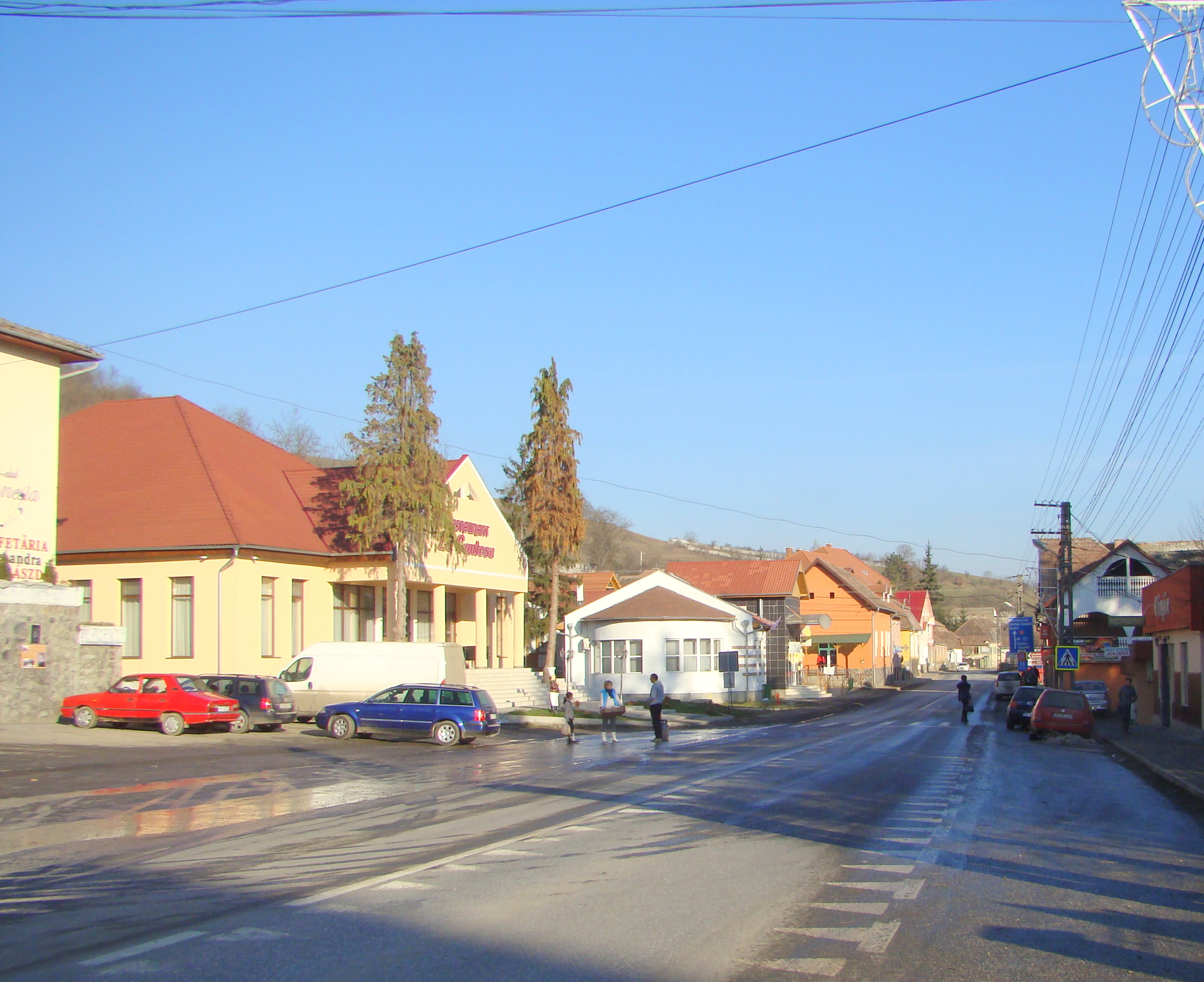
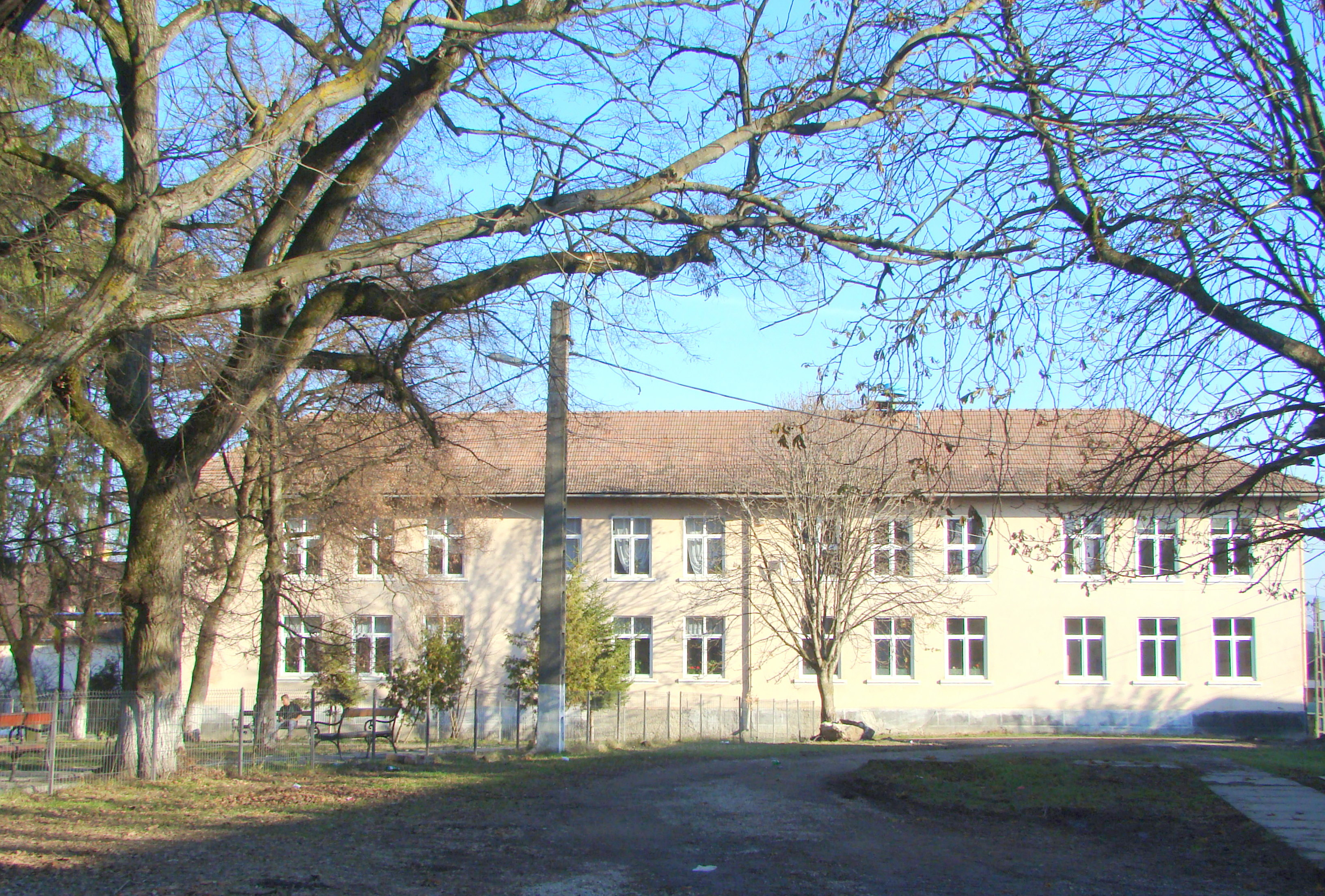
Școala
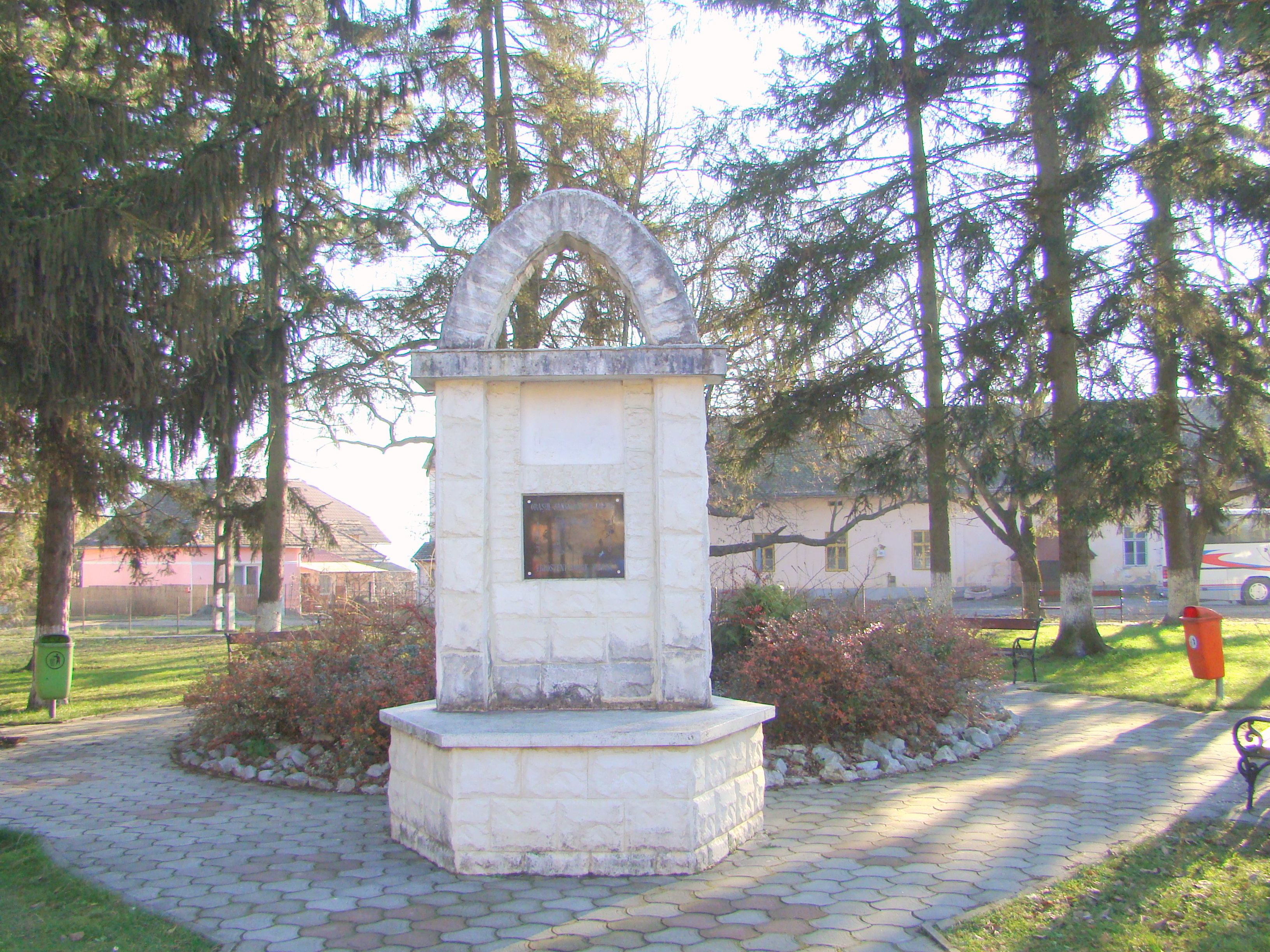
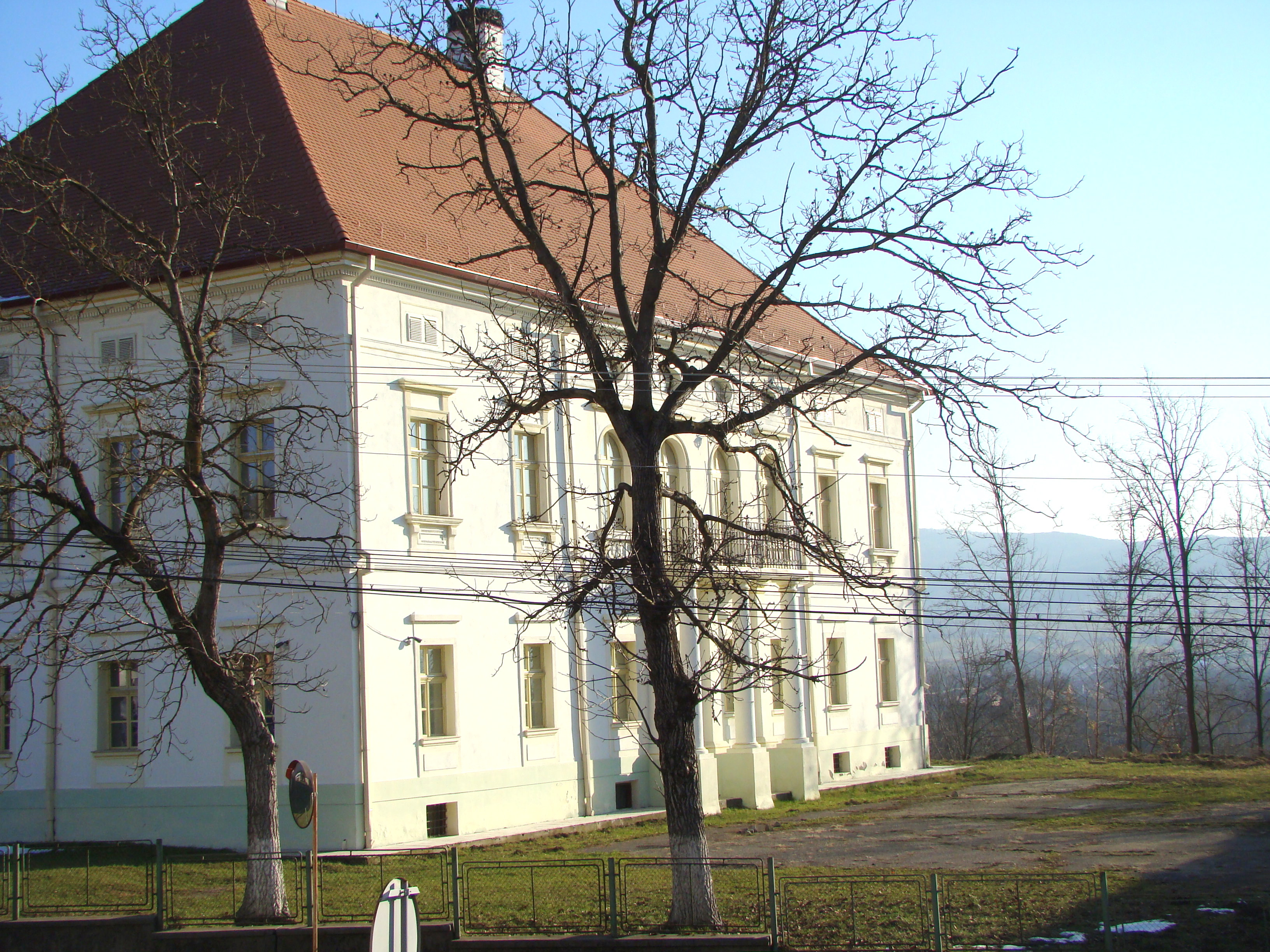
Castelul Rhédey
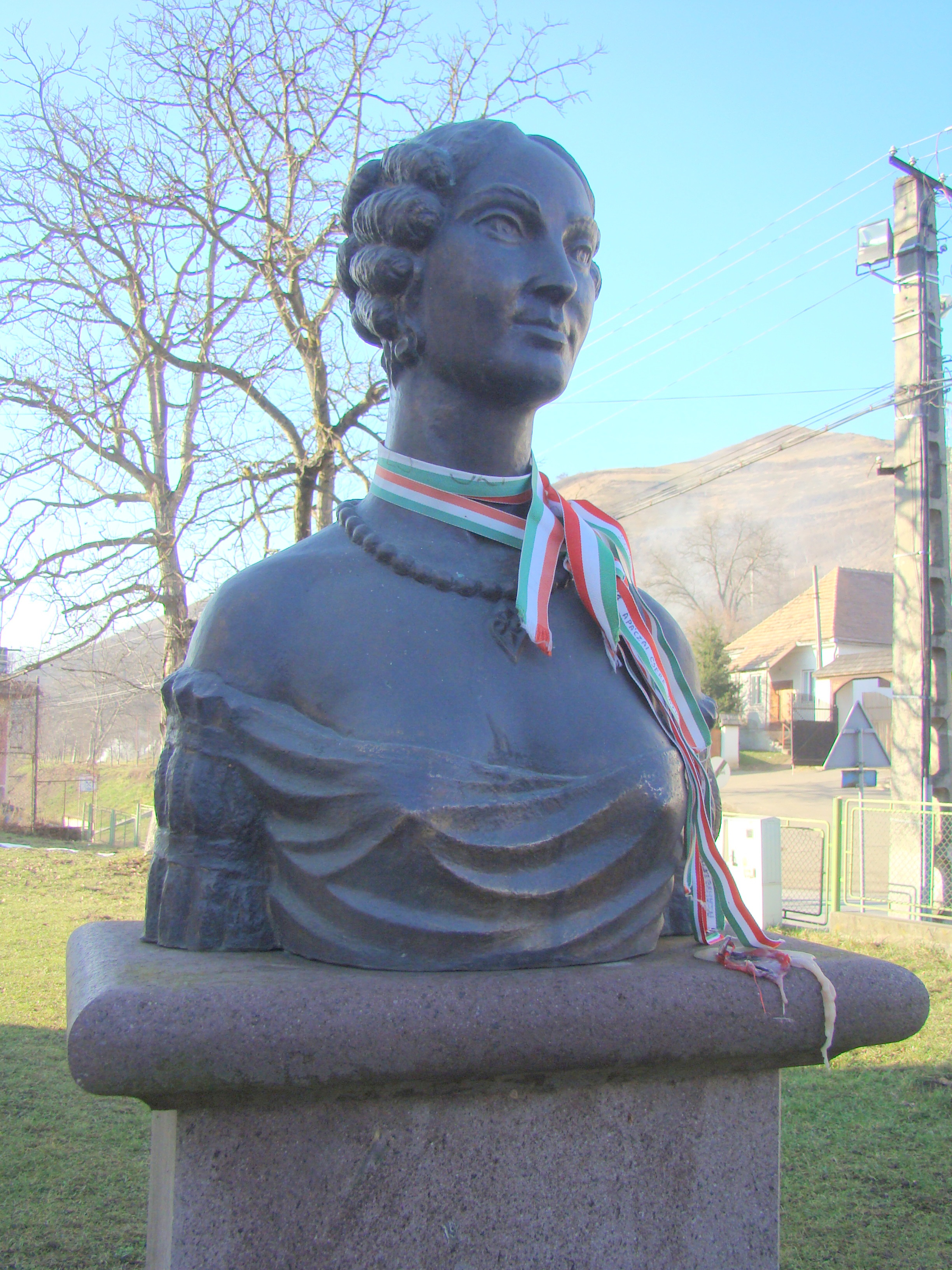
Bustul contesei Claudine Rhédey (1812-1841)
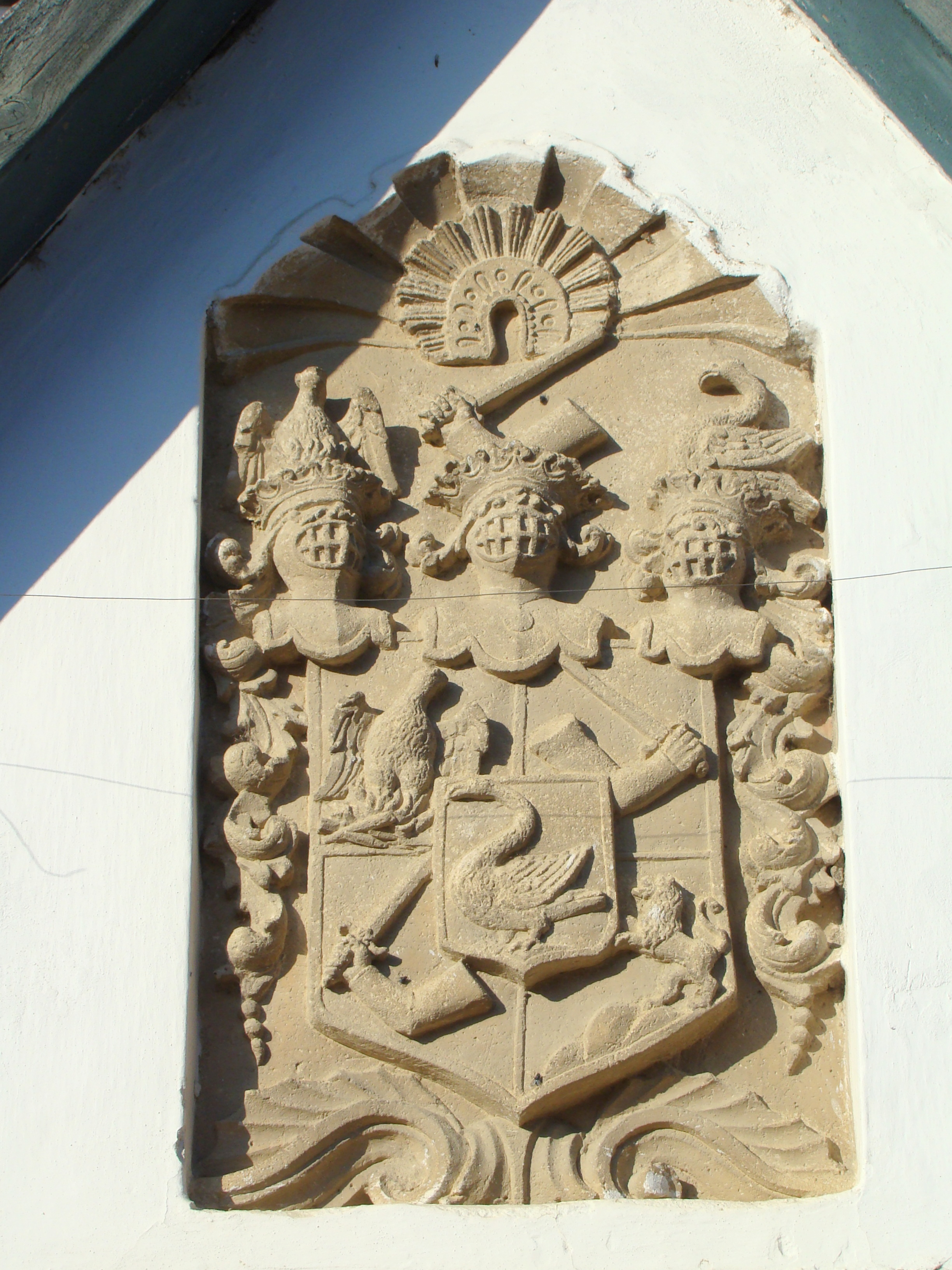
Blazonul familiei nobiliare Rhédey
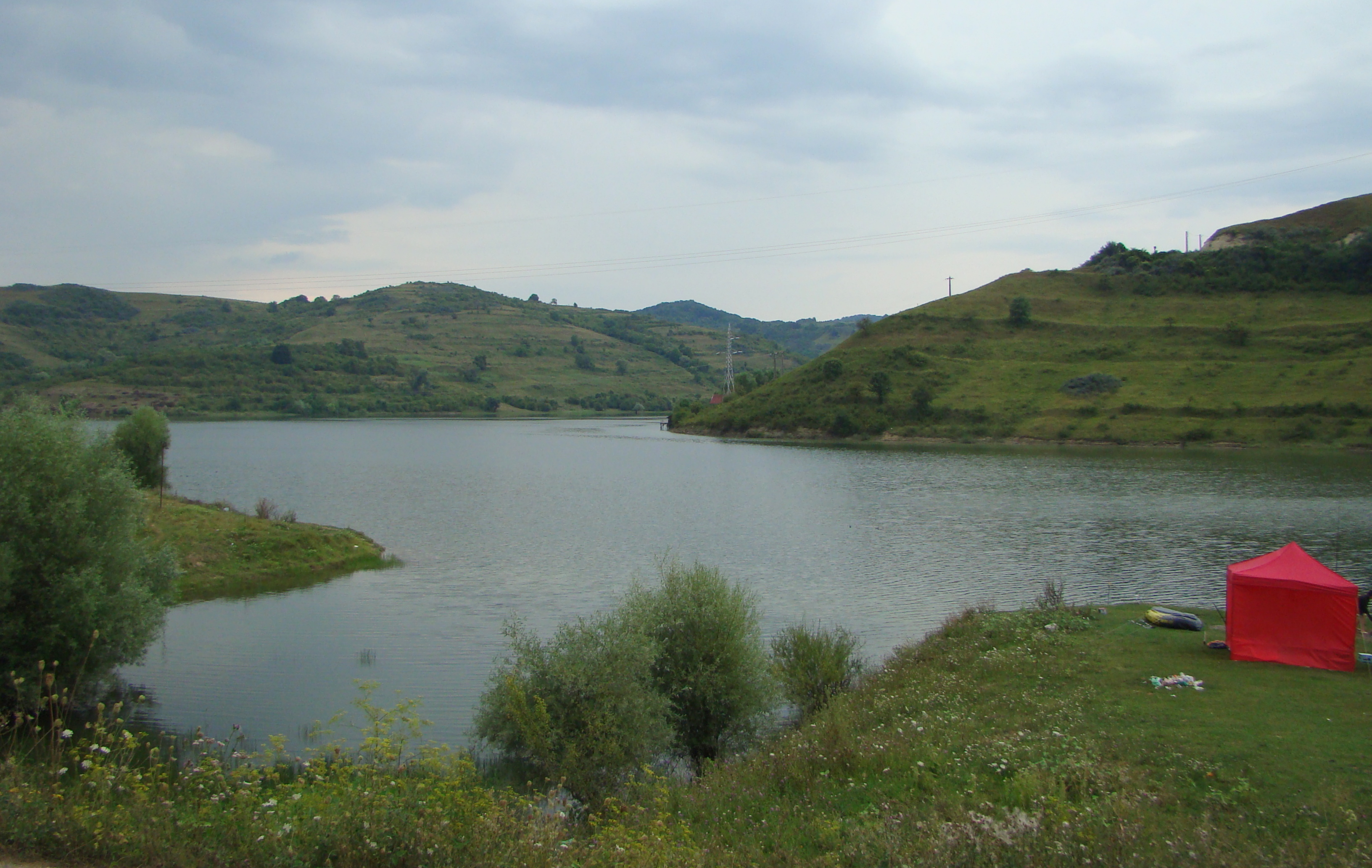
Lacul de acumulare Bezid
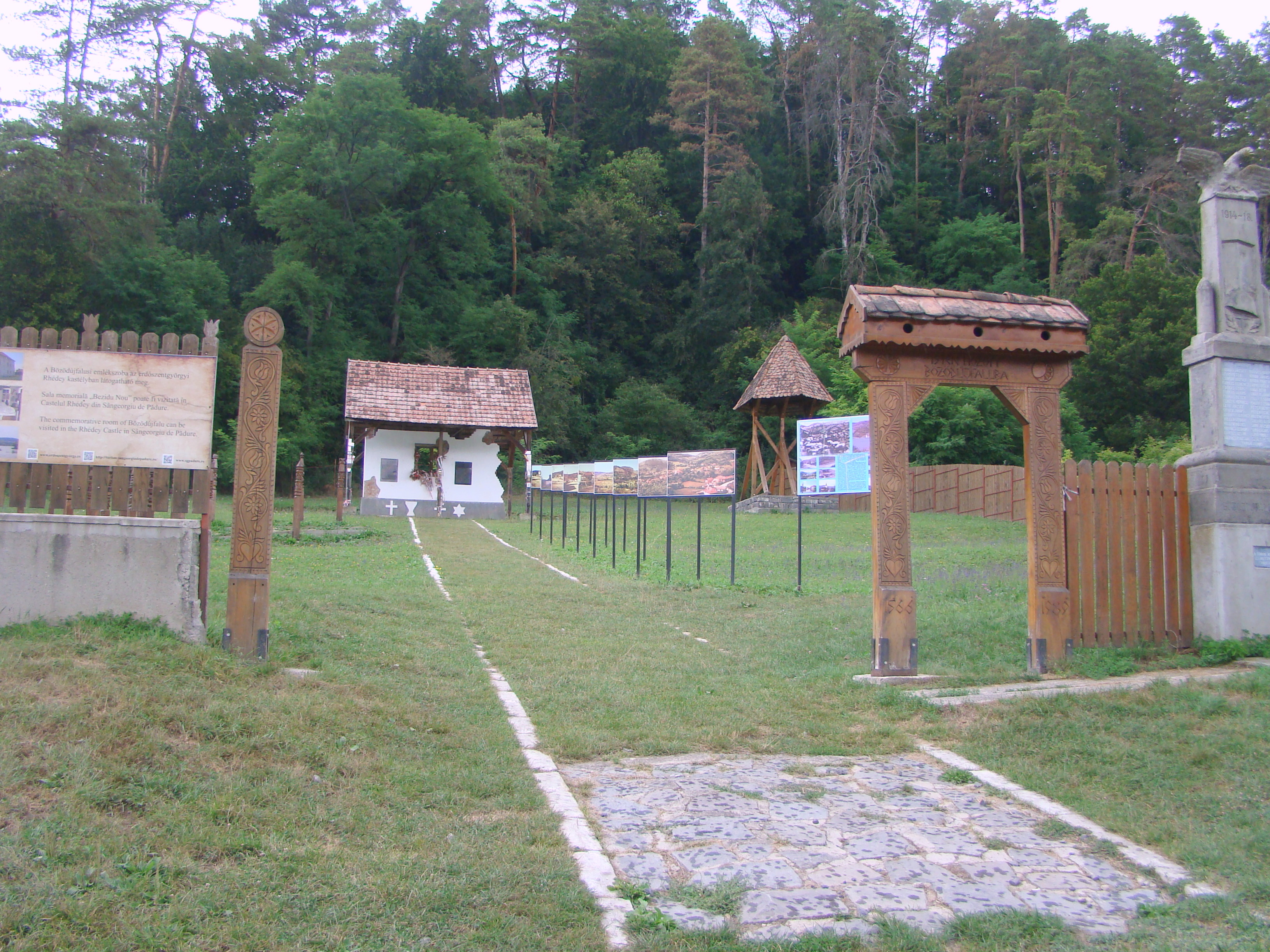
Parcul memorial Bezidu Nou
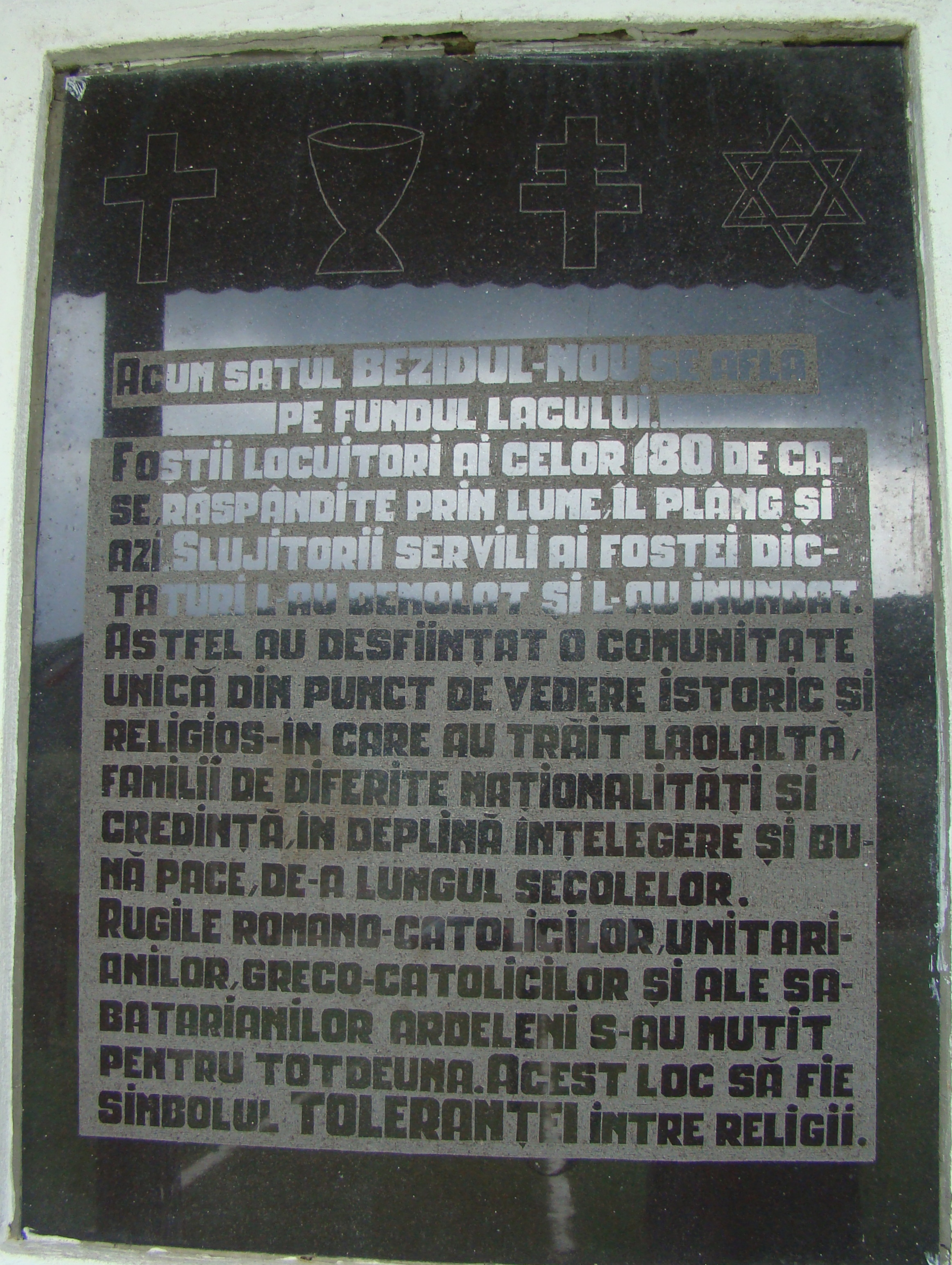
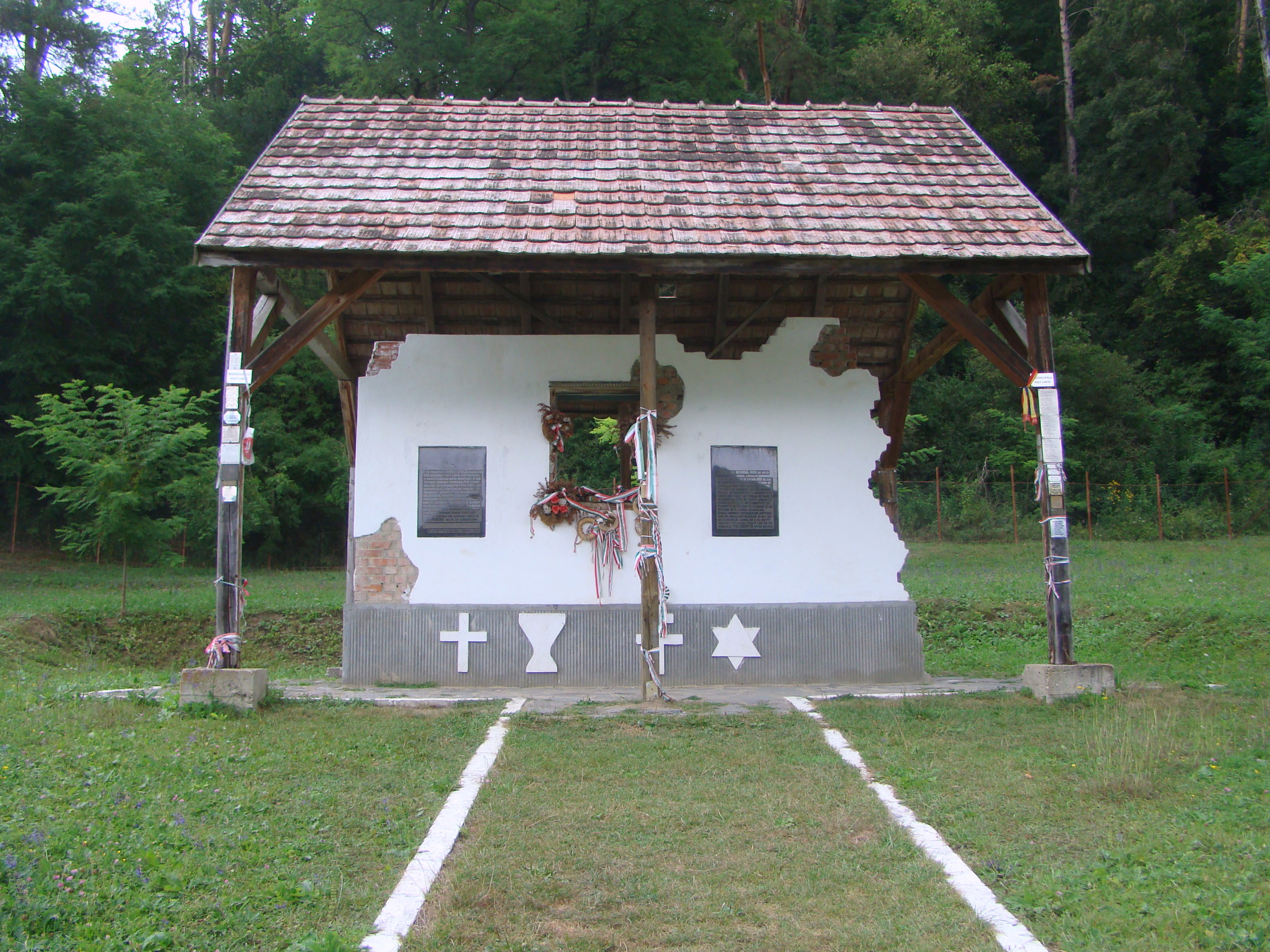
Parcul memorial Bezidu Nou
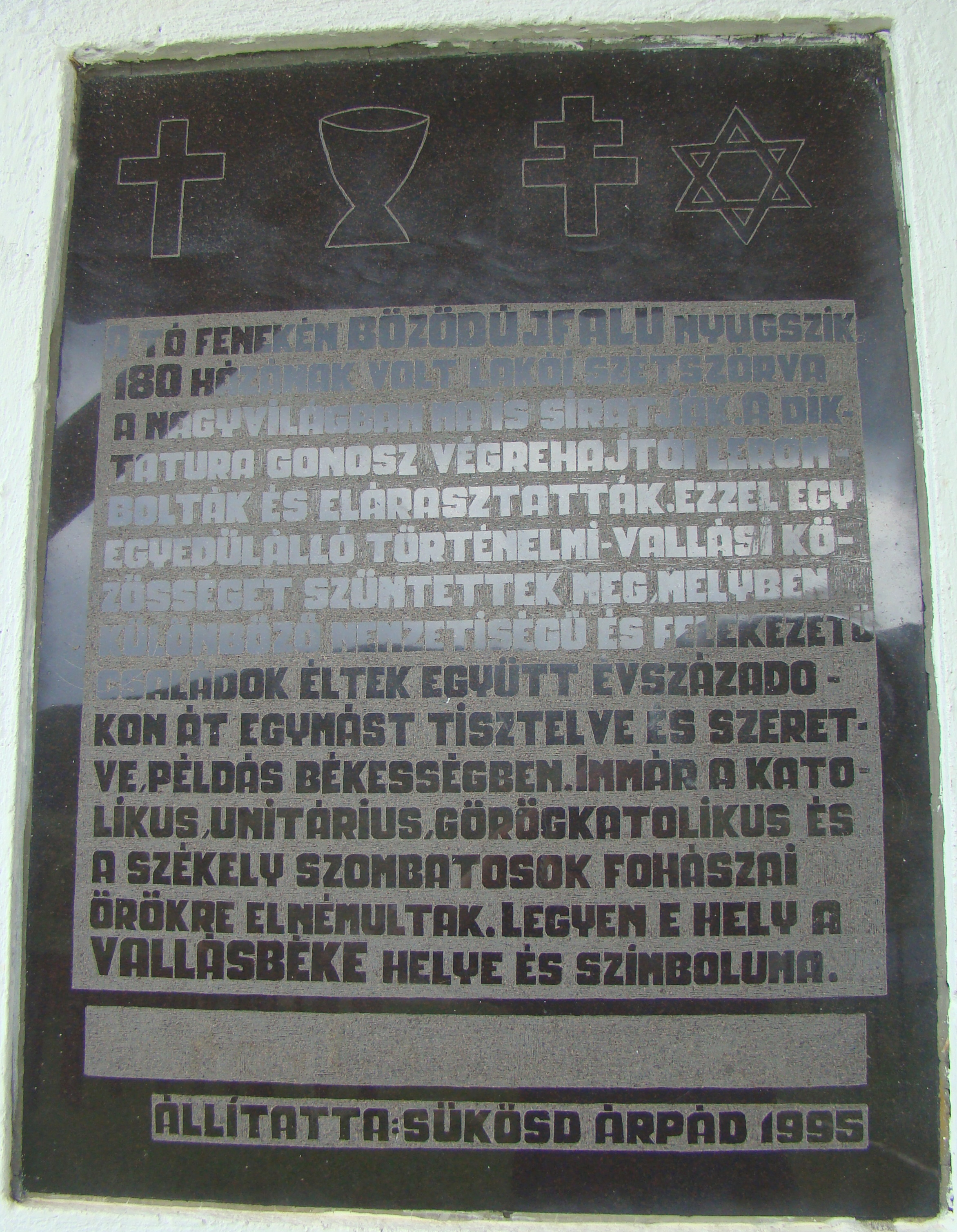
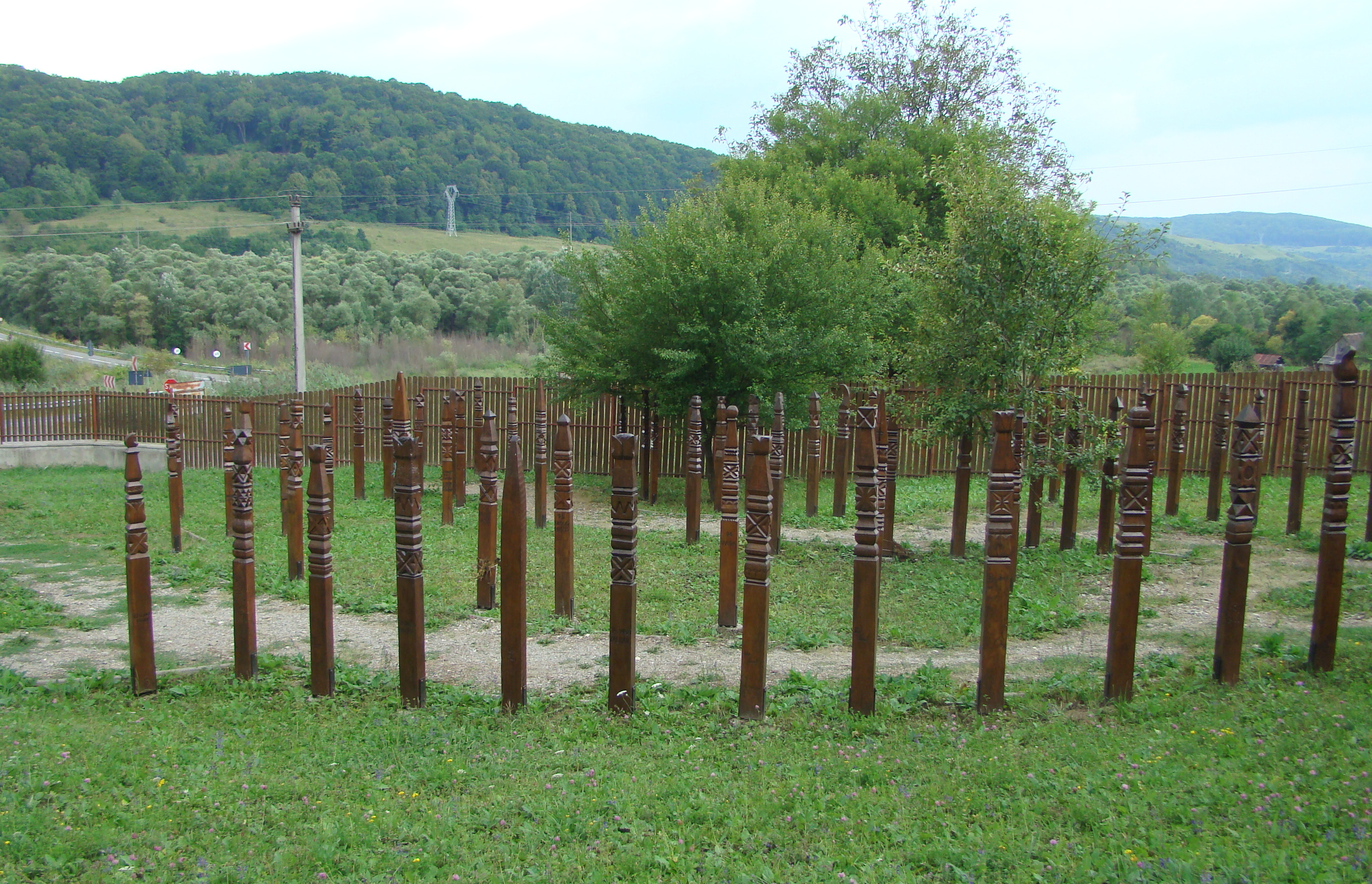
Parcul memorial Bezidu Nou
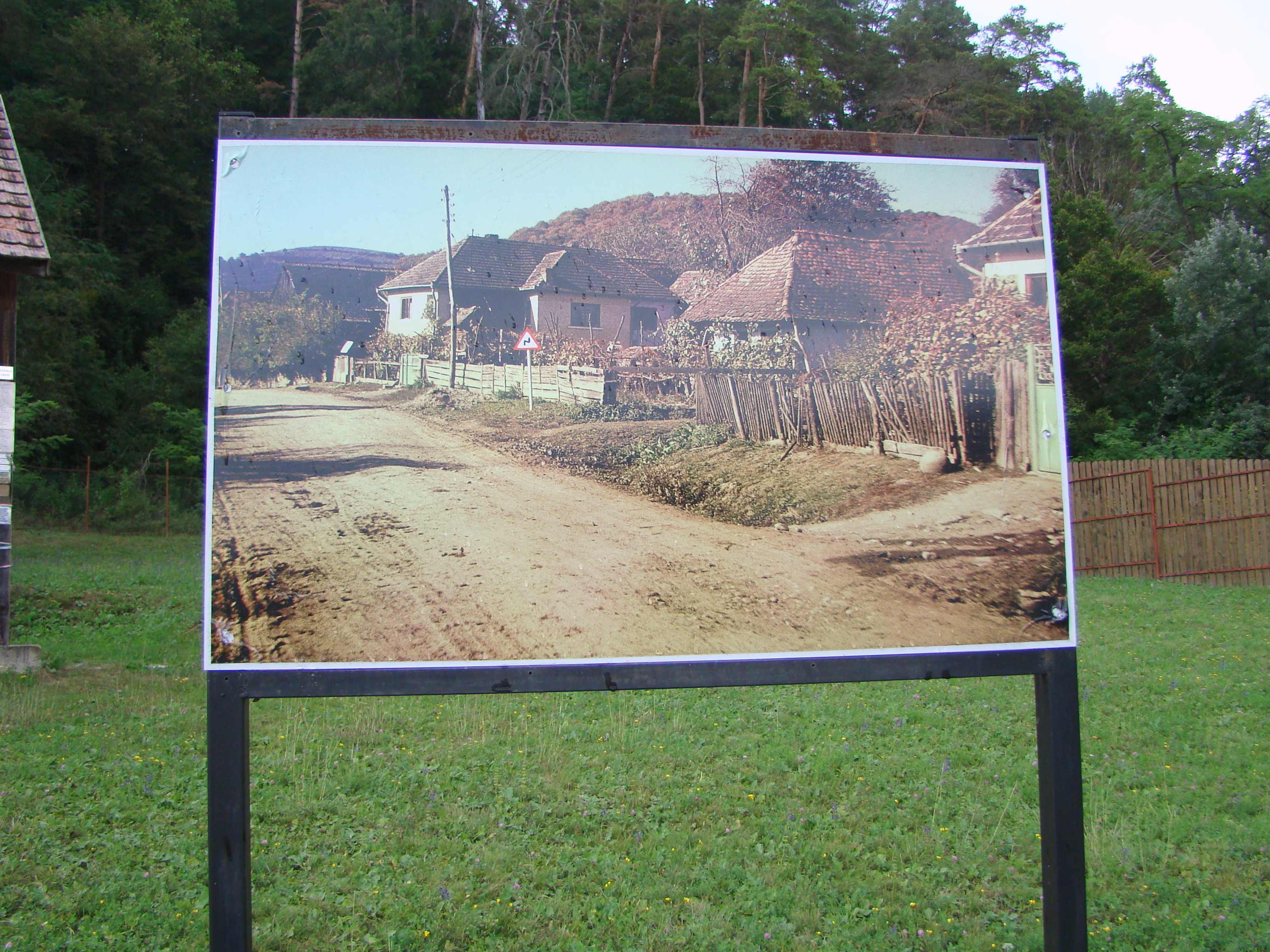
Parcul memorial Bezidu Nou
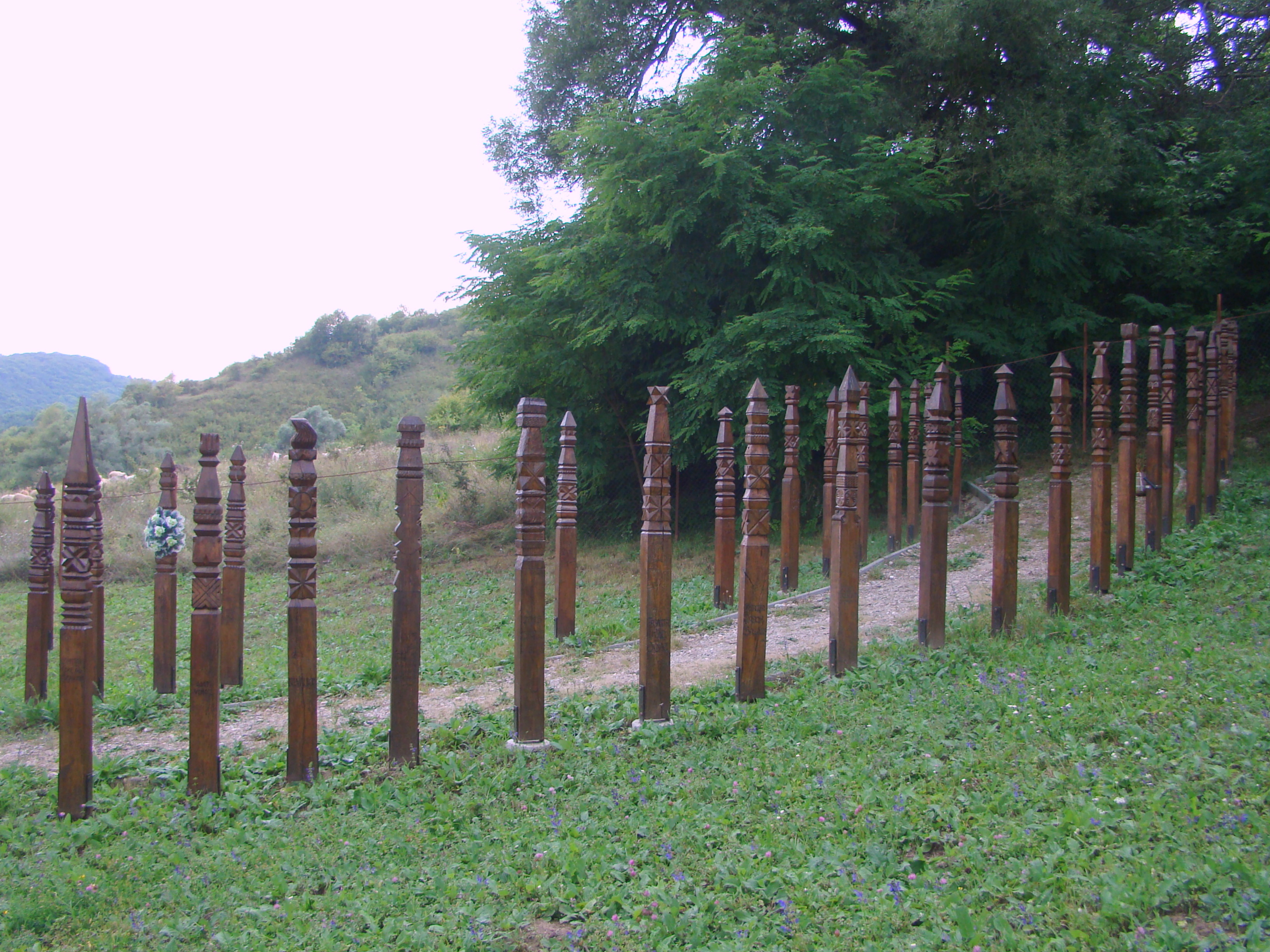
Parcul memorial Bezidu Nou
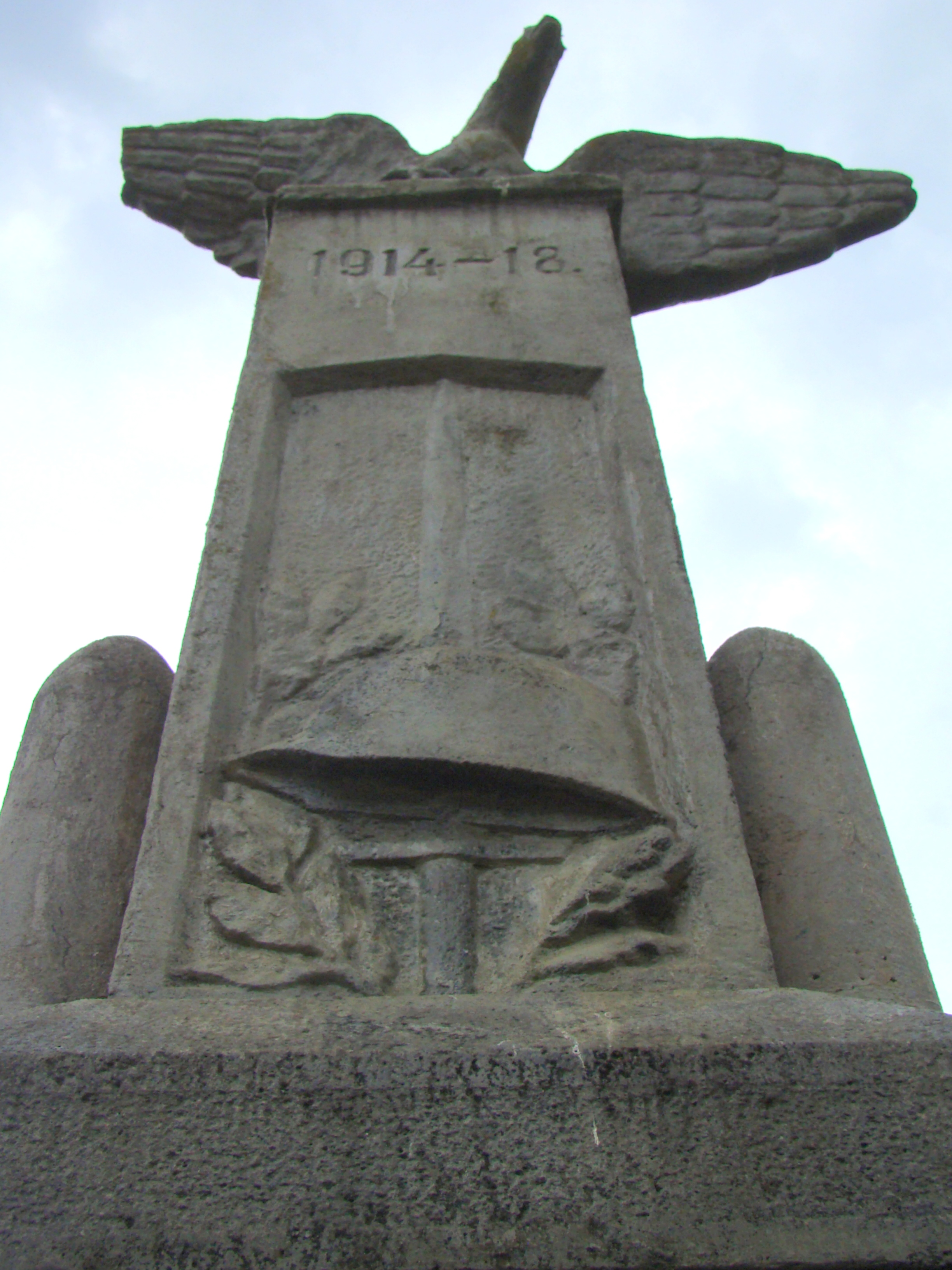
Monumentul eroilor din Bezidu Nou
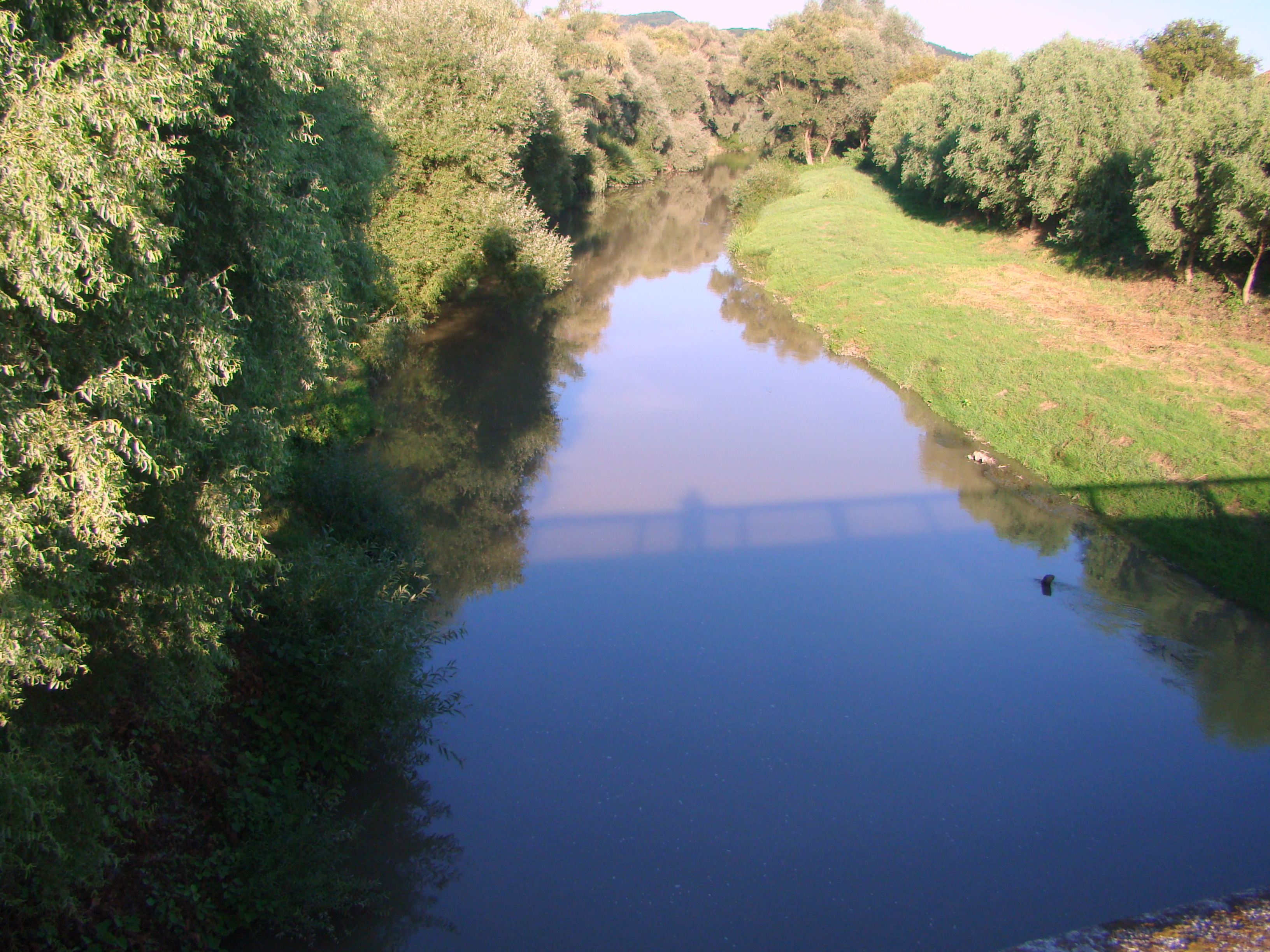
Râul Târnava Mică la Sângeorgiu de Pădure
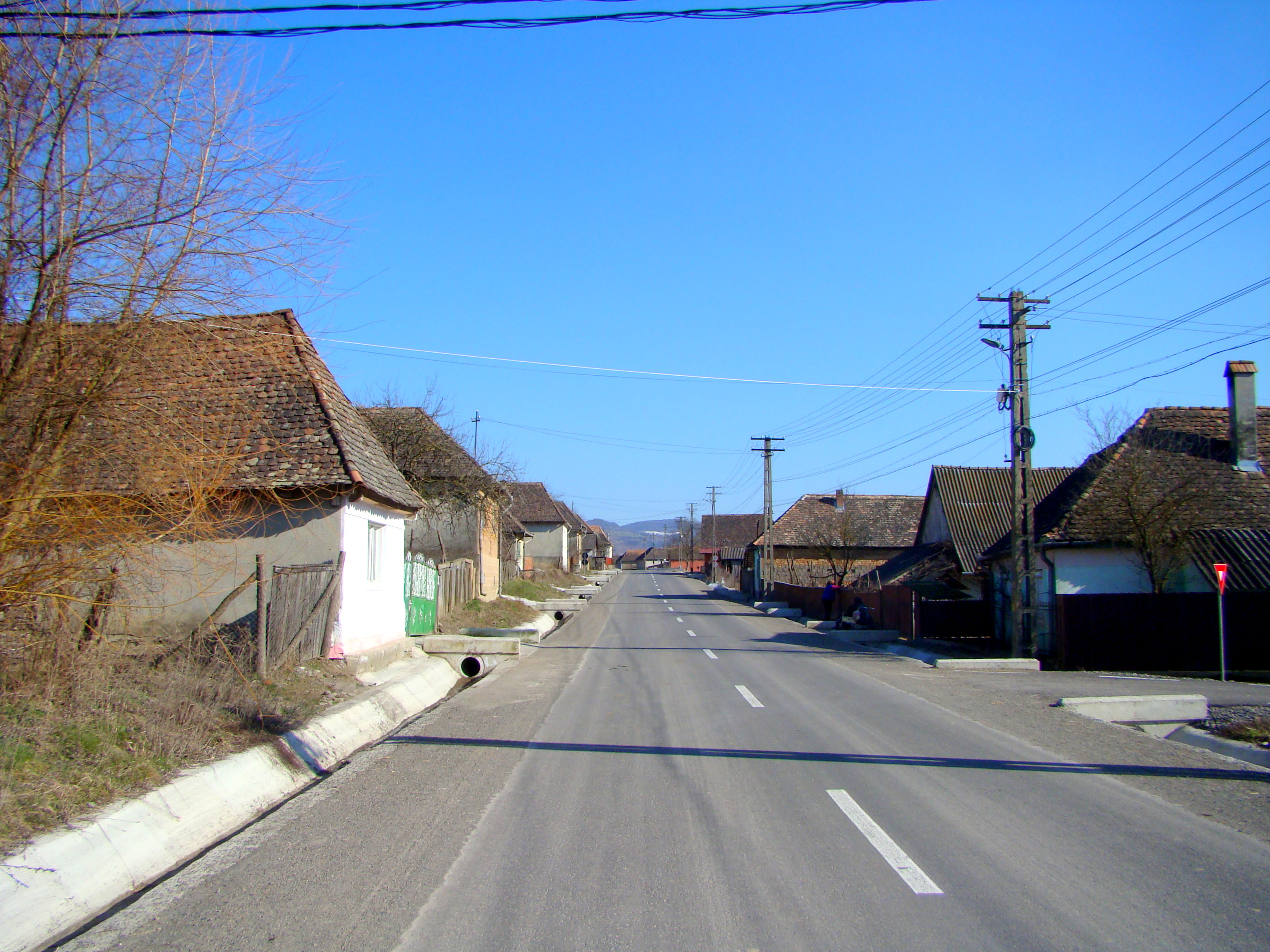
Bezid
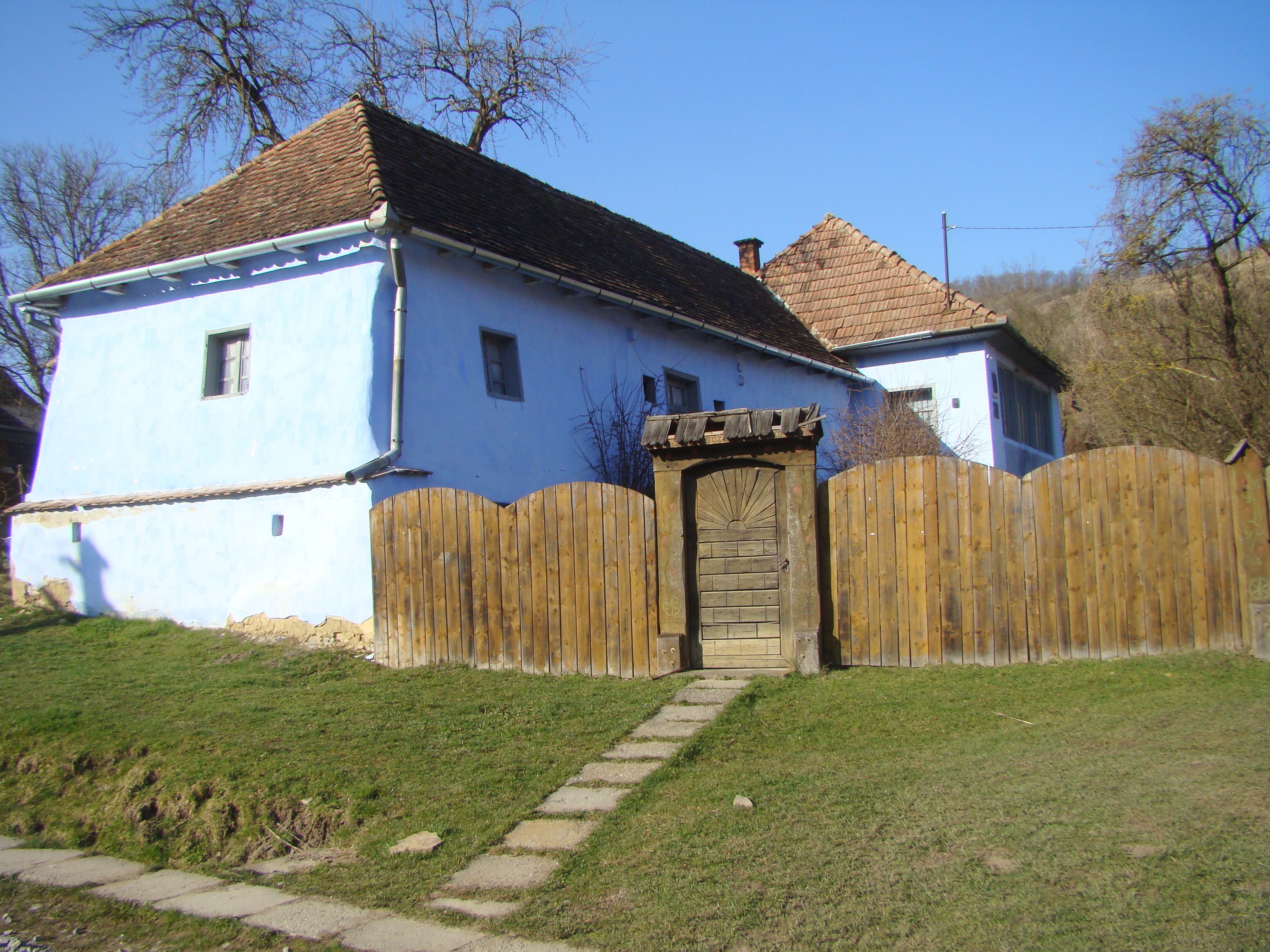
Bezid
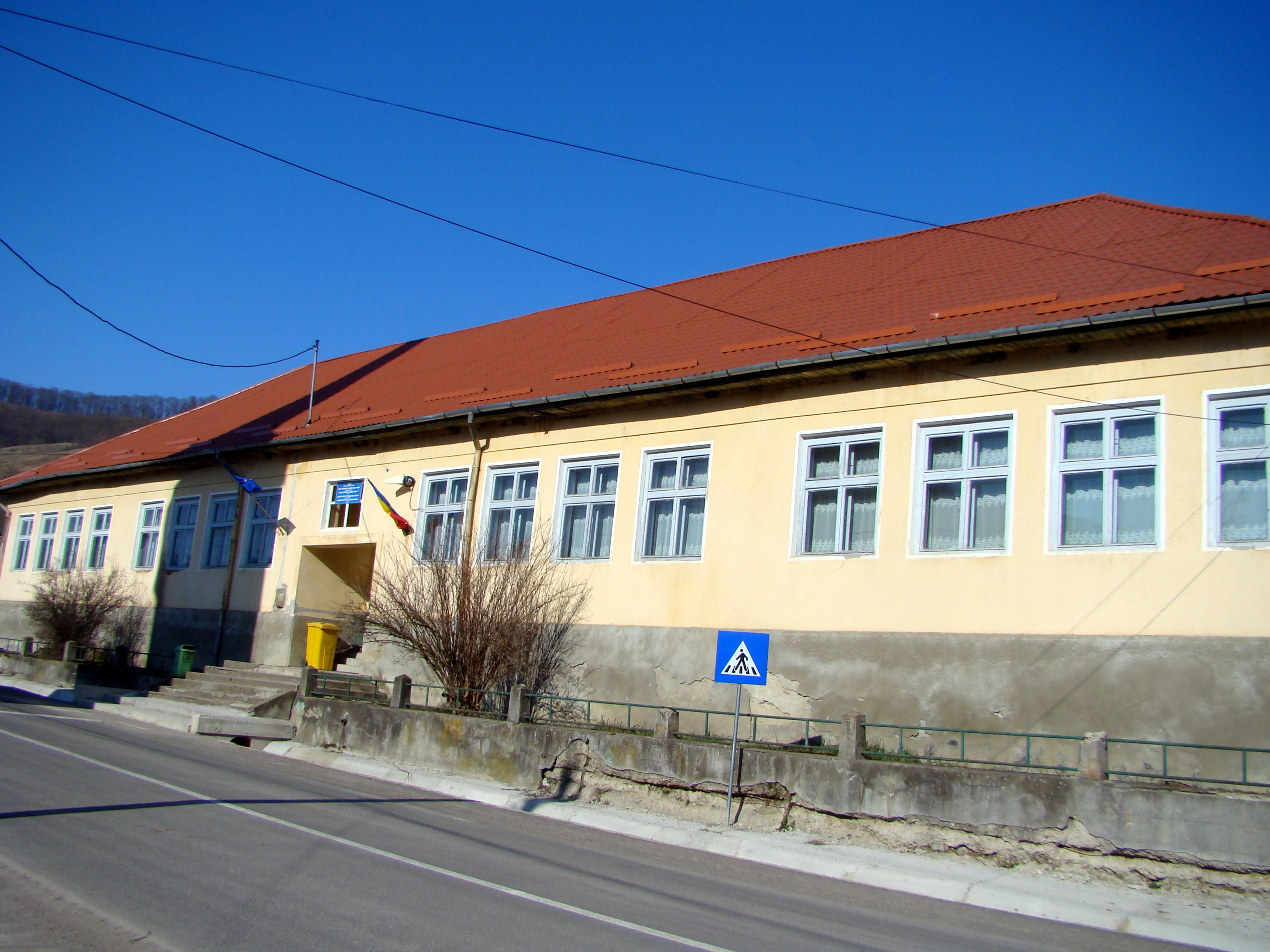
Liceul tehnologic „Sfântul Gheorghe” din Bezid
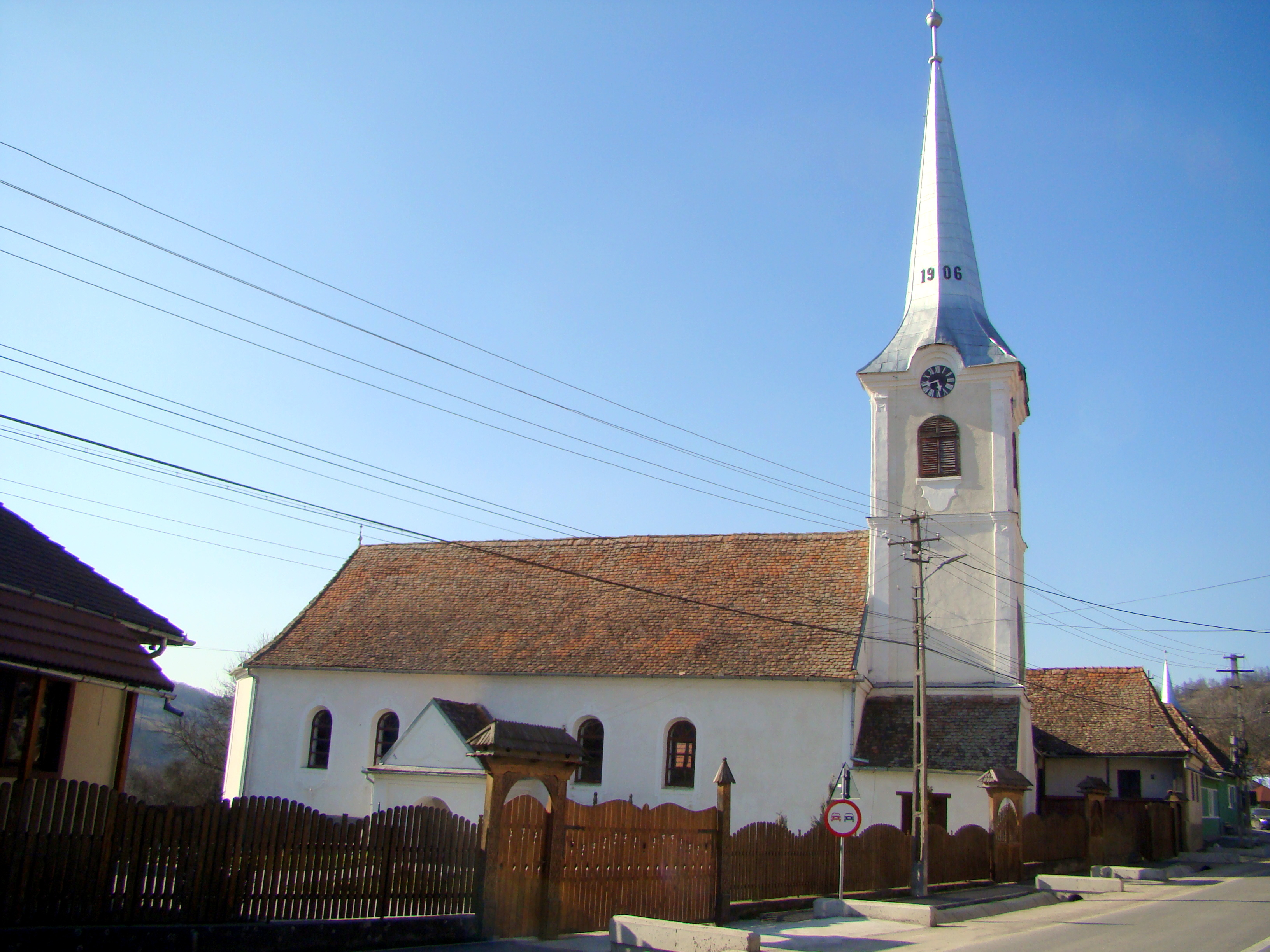
Biserica unitariană
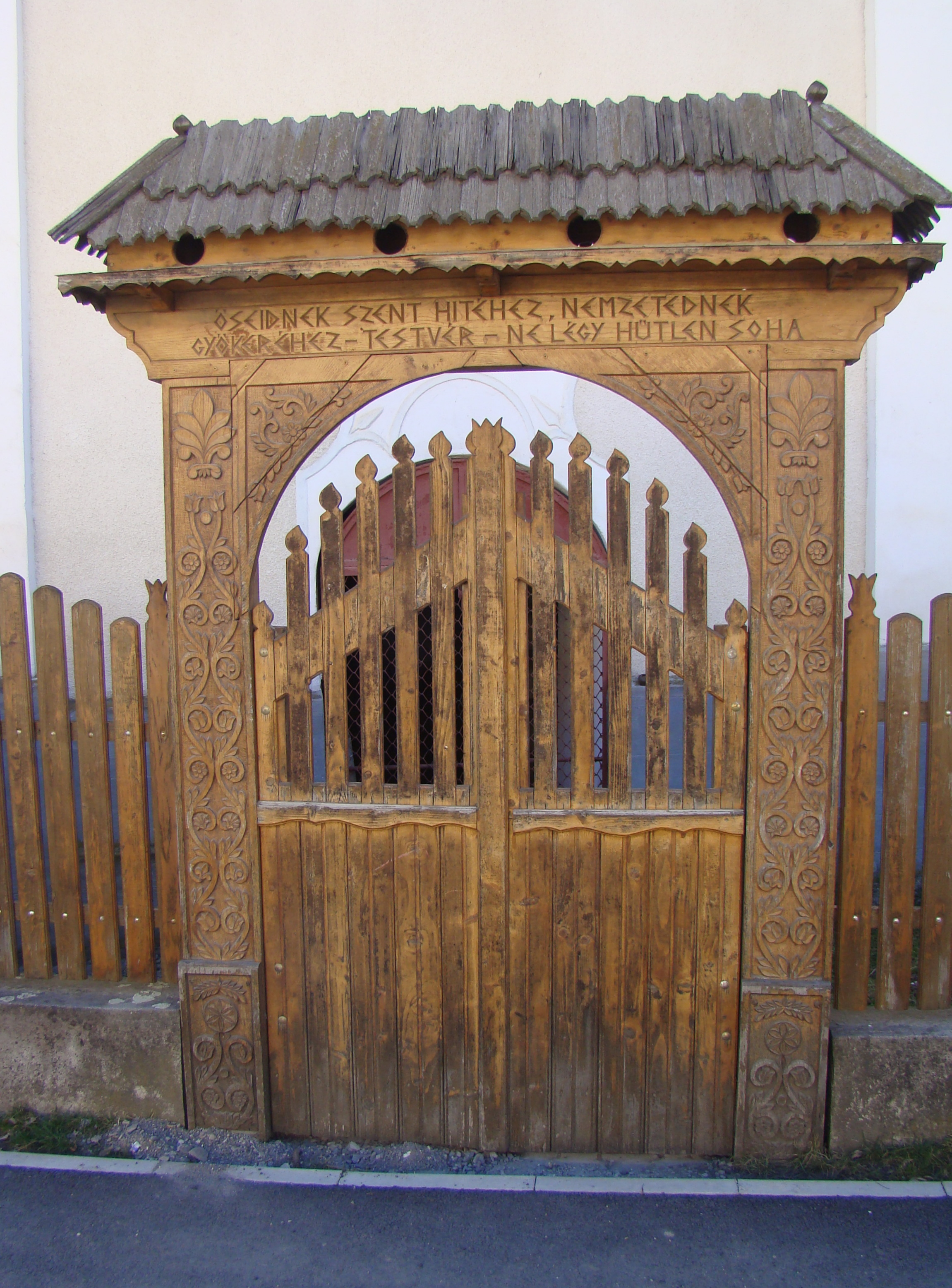
Poarta de lemn
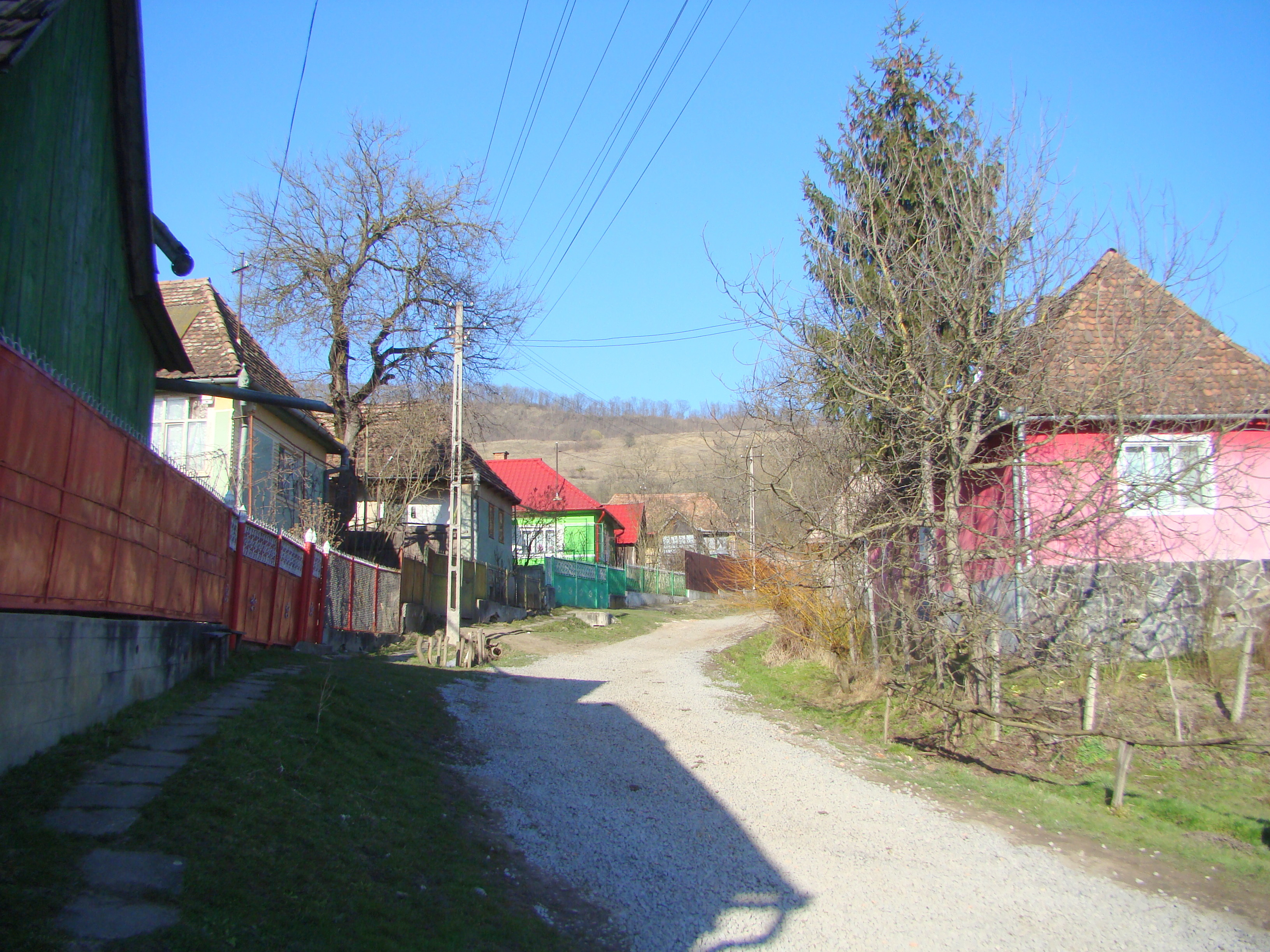
Bezid
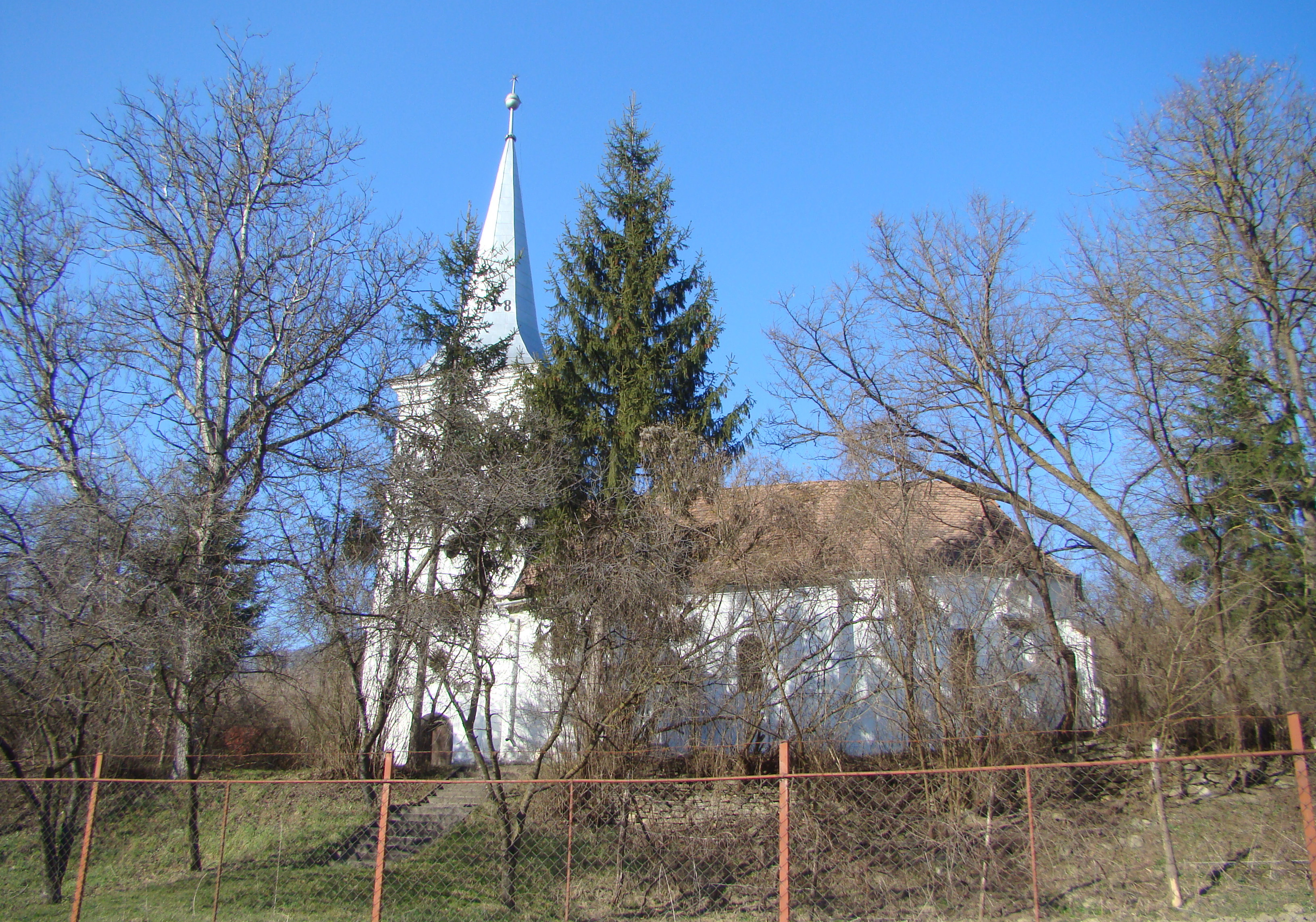
Biserica reformată
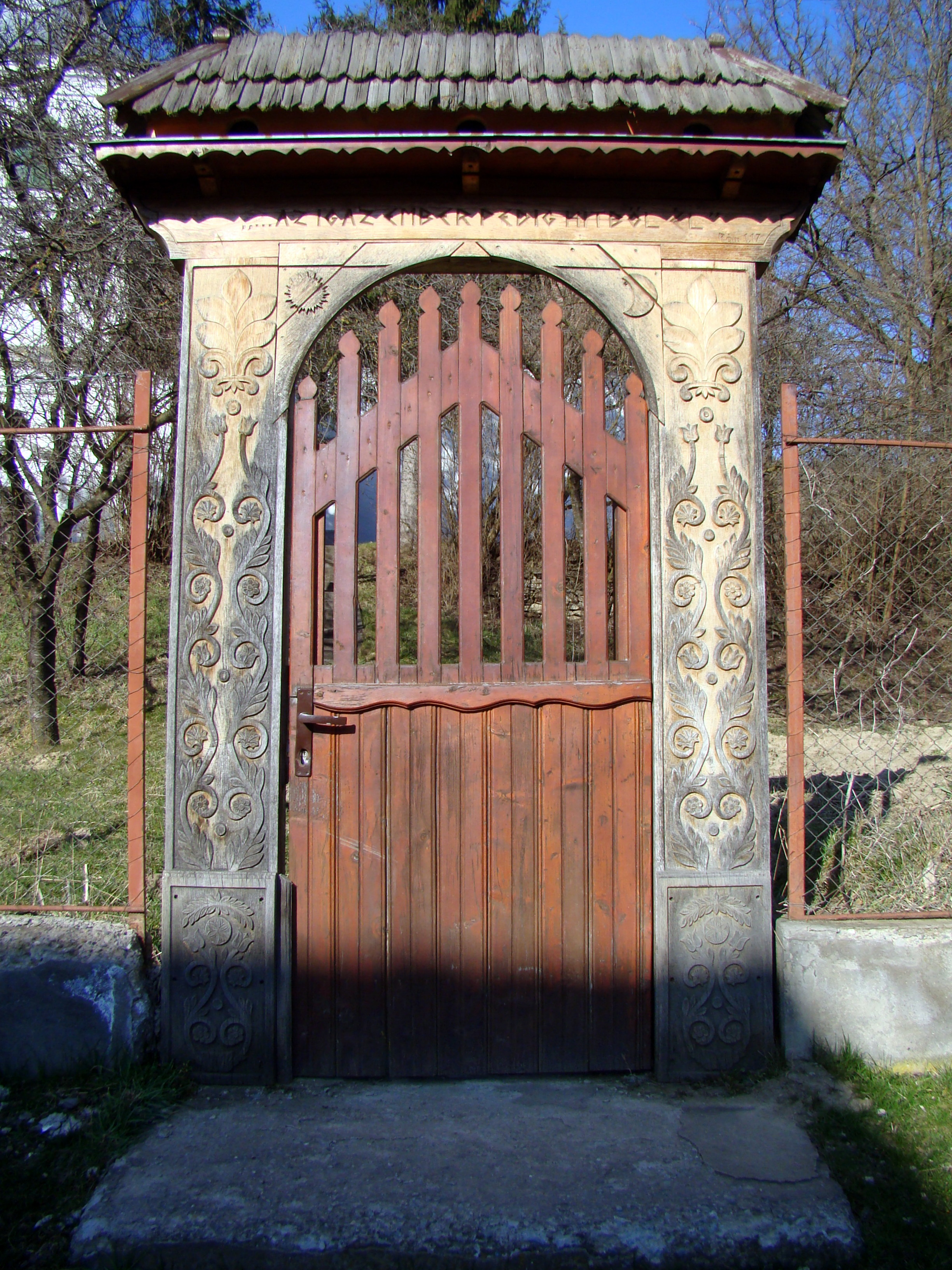
Poarta de lemn
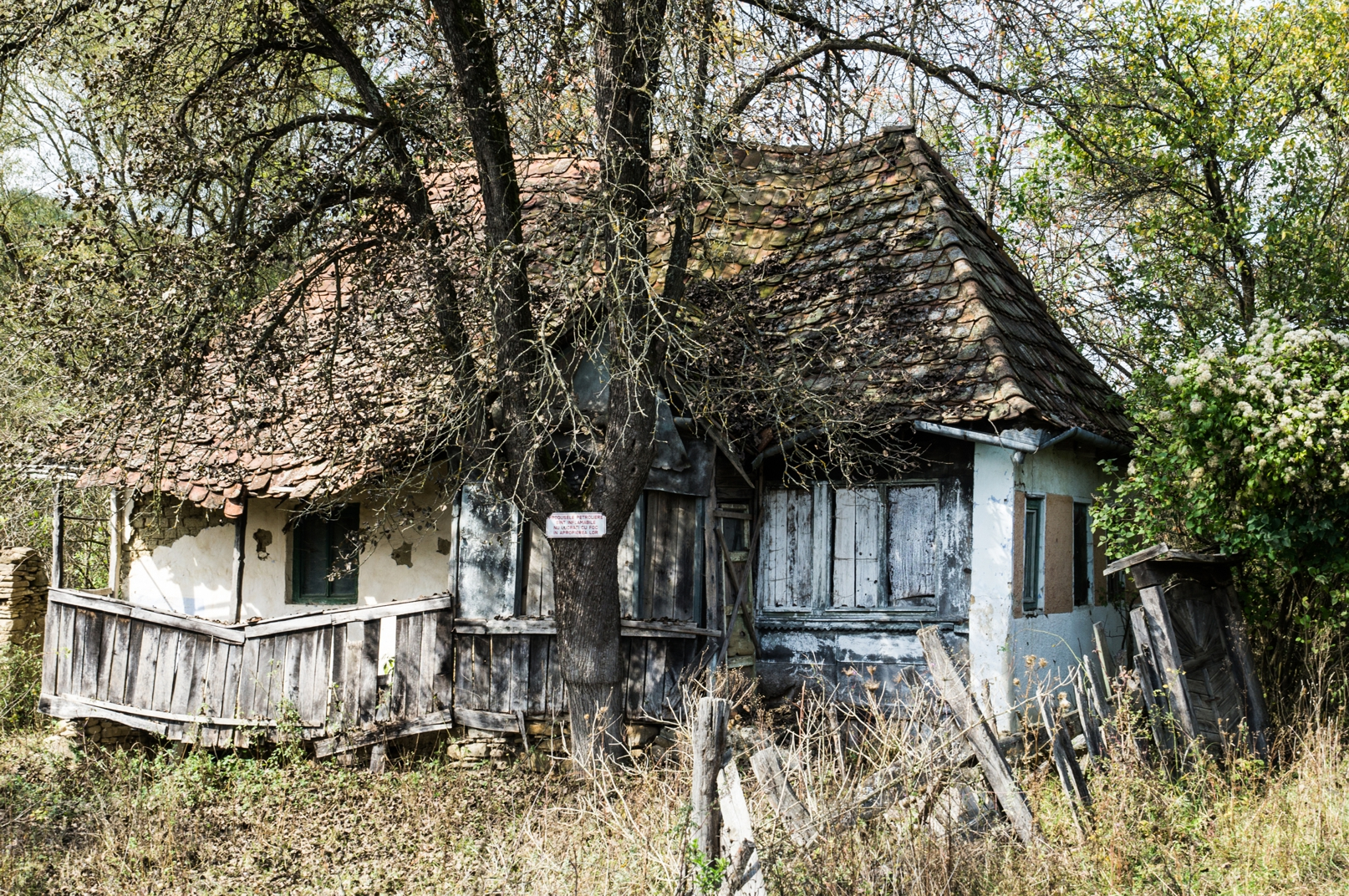
Satul părăsit Loțu